# Sewastopol

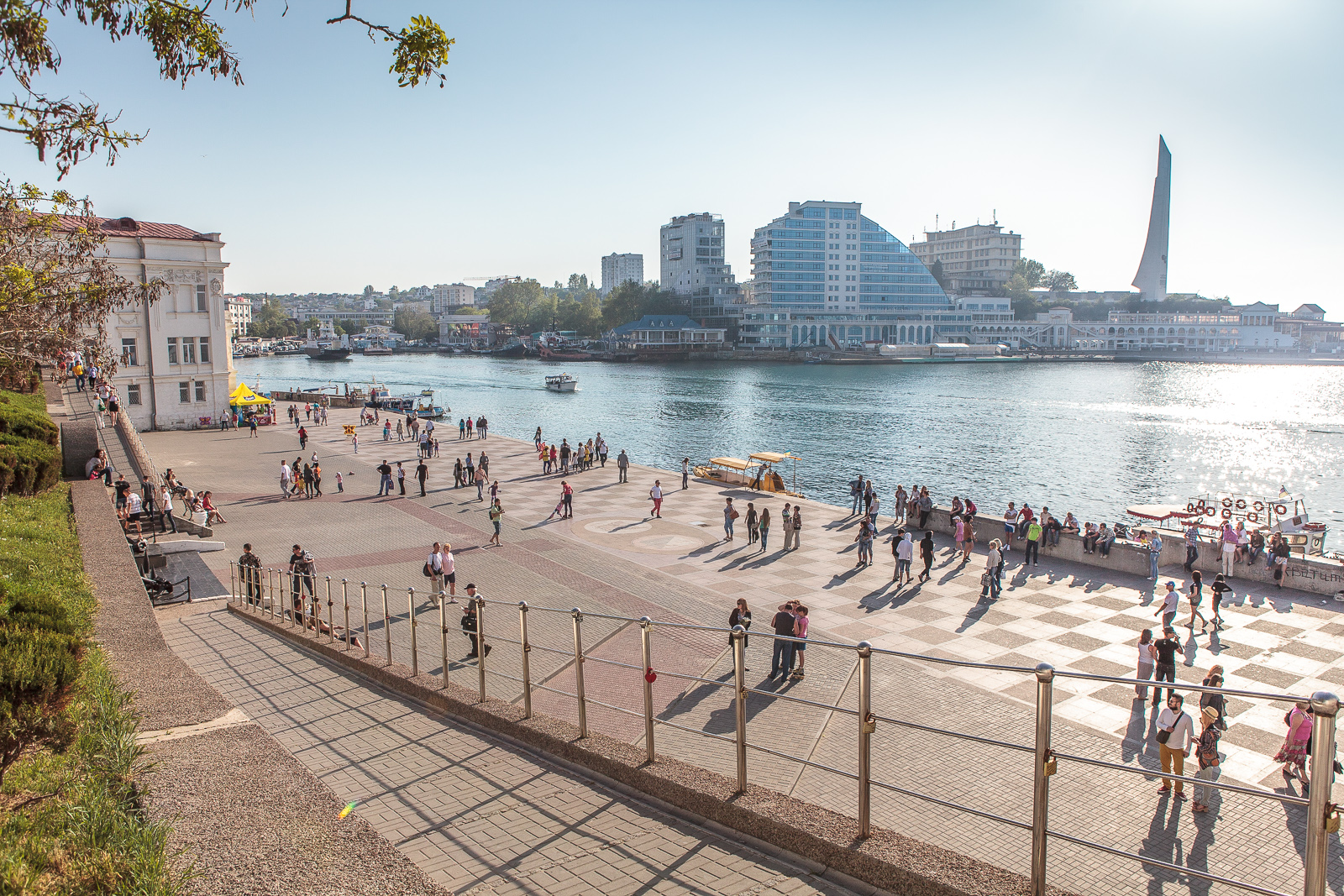
Promenade mit der Skyline von Sewastopol

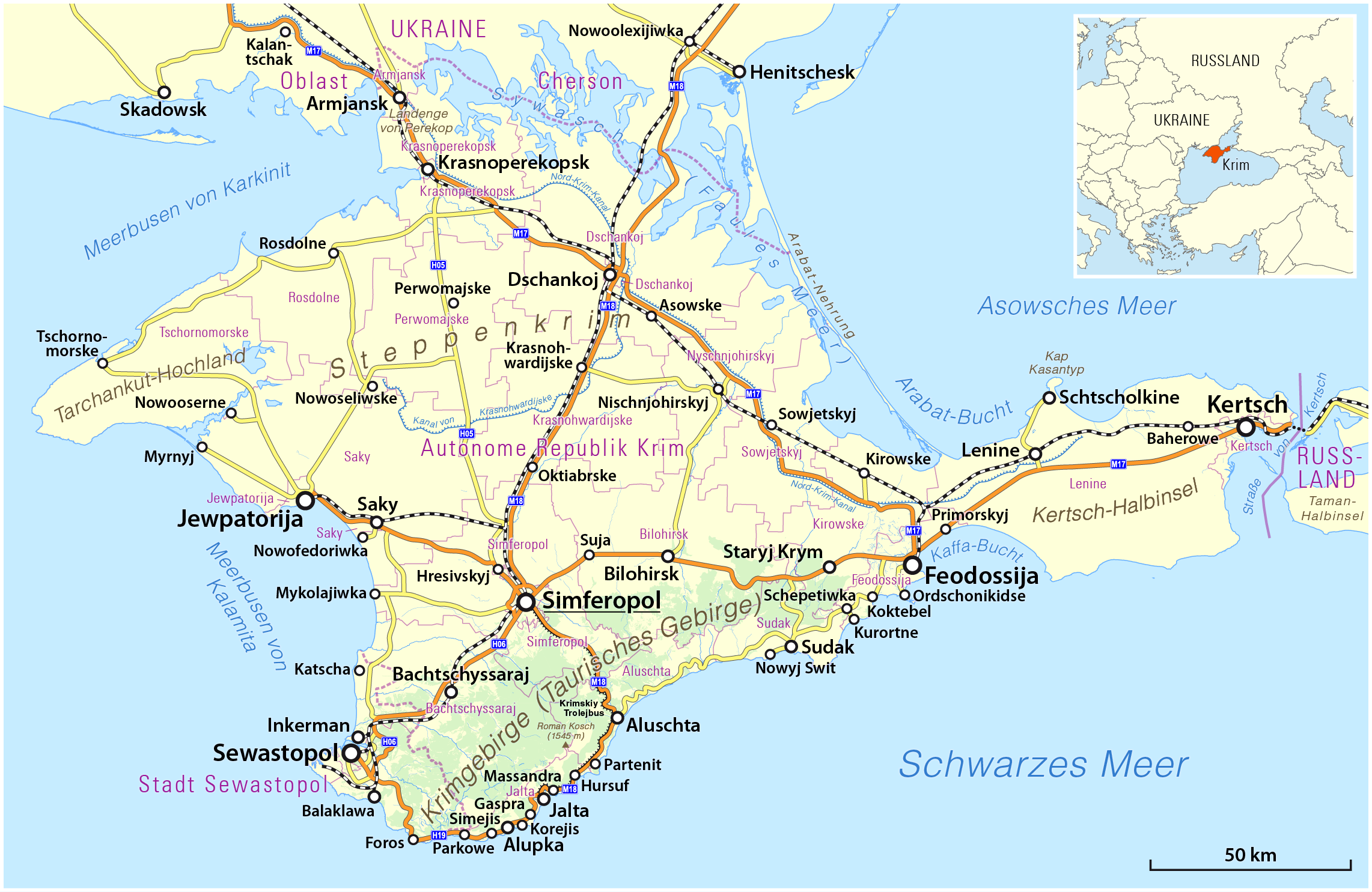
Sewastopol südwestlich von Simferopol auf der Halbinsel Krim

Sewastopol (ukrainisch und russisch Севасто́поль, wissenschaftliche Transliteration Sevastopolʹ, von altgriechisch Σεβαστούπολις (Sebastoupolis = „erhabene Stadt“), krimtatarisch Акъяр (Aqyar)) ist die größte Stadt auf der Halbinsel Krim. Die Stadt liegt am südwestlichen Rand der Halbinsel auf den Ausläufern des Krimgebirges direkt am Schwarzen Meer. Sie ist Heimathafen und Hauptstützpunkt der russischen Schwarzmeerflotte. Die Einwohnerzahl ihrer Agglomeration beträgt 416.263 (Stand: 1. Januar 2016). Seit der Annexion der Krim 2014 ist Sewastopol aus ukrainischer und internationaler Sicht des Völkerrechts temporär besetztes Gebiet der Ukraine und als Stadt mit Sonderstatus direkt der ukrainischen Zentralregierung unterstellt. Russland sieht die Stadt völkerrechtswidrig als Teil Russlands an und ordnet sie dem Föderationskreis Südrussland zu.

## Herkunft des Namens
Der griechische Name Sebastoupolis (Σεβαστούπολις) ist zusammengesetzt aus sebastós (griech. σεβαστóς, „ehrwürdig, erhaben“) und pólis (altgriechisch πόλις „Stadt, Staat“).
Aus der römischen Antike sind vier Orte dieses Namens bekannt: einer in Karien (Sebastopolis in Karien, Ruinenstätte 62 km südlich der Provinzhauptstadt Denizli), einer in Ostanatolien (Sebastopolis in Pontus, das heutige Sulusaray), einer an der Ostküste des Schwarzen Meeres (Sebastopolis in Abasgia, das heutige Sochumi) und einer in Thrakien (Sebastopolis in Thrakien bei Philippopolis). Als fünfter Ort mit ähnlichem Namen ist Sivas zu nennen, das frühere Sebaste (gr. Σεβάστεια, Sebásteia, lat. Sebastia), das etwa 115 km südöstlich von Sulusaray gelegen ist. Nach der Verleihung des Titels Augustus („Ehrwürdiger, Erhabener“, von lat. augēre „steigern, vermehren“) im Jahre 27 v. Chr. an Octavianus als erstem römischen Kaiser war Sebastós „Verehrungswürdiger, Ehrwürdiger“ (von σεβάζομαι, sebázomai „Ehrfurcht empfinden, verehren“) die offizielle griechische Übersetzung dieses Beinamens.
Im 13. Jahrhundert wurde die Siedlung im Gebiet der heutigen Stadt Sewastopol unter dem Namen Awlita durch das gotische Fürstentum Theodoro als Handelshafen ausgebaut.
Im Spätmittelalter war der Ort eine tatarische Siedlung mit dem Namen Achtiar (Ахтиар). Im Türkischen heißt die Stadt deshalb heute noch Akyar. Der krimtatarische Name ist Aqyar.
In der Neuzeit konnte man die Begriffe Augustus und Sebastós (etwa in der Bedeutung „Majestät“) auf die modernen Monarchen beziehen. Sebastopolis bedeutet folglich „Majestätsstadt“ oder „Kaiserstadt“. Diesen Namen erhielt die Stadt 1784 vom russischen Fürsten Grigori Potjomkin.

## Geographie
Sewastopol liegt im äußersten Südwesten der Krim-Halbinsel und verteilt sich auf eine Fläche von circa 864 km² rund um 38 Buchten, unter Einbeziehung der Buchten auf 1000 km². Deren größte, die Bucht von Sewastopol (Sewastopolskaja buchta), teilt die Stadt in eine Nord- und eine Südhälfte. Auf letzterer erstreckt sich das Zentrum der Stadt über mehrere Hügel. Mehrere Flüsse fließen komplett oder teilweise durch das Stadtgebiet. Die größten Flüsse im Stadtgebiet sind die Tschorna, die Katscha und der Belbek.
Das Territorium von Sewastopol – in Länge und Breite bis zu 50 Kilometer groß – entspricht der Fläche von Berlin oder New York.

### Nachbargemeinden
Sewastopol grenzt an folgende Städte und Gemeinden (im Uhrzeigersinn, beginnend im Norden):

Berehowe, Bachtschyssaraj, Sokolyne und Foros.

### Klima
Das Klima von Sewastopol ist im Sommer semi-arid kühl, nahezu subtropisch. Die Südküste wird durch das Krimgebirge vor dem Eindringen kalter Luftmassen aus dem Norden geschützt, die Luft ist trocken, die jährliche Regenmenge beträgt 500 bis 700 Millimeter.
Im Sommer liegen die Durchschnittstemperaturen bei rund 25 °C. Häufig herrscht eine leichte Brise – tagsüber vom Meer Richtung Land, nachts umgekehrt. Im Winter bewegen sich die Temperaturen zwischen −2 und +7 °C. Während es an der Schwarzmeerküste teils zu Eisbildung kommt, bleibt Sewastopol im Unterschied zu den anderen Schwarzmeer-Häfen ganzjährig eisfrei.

## Geschichte

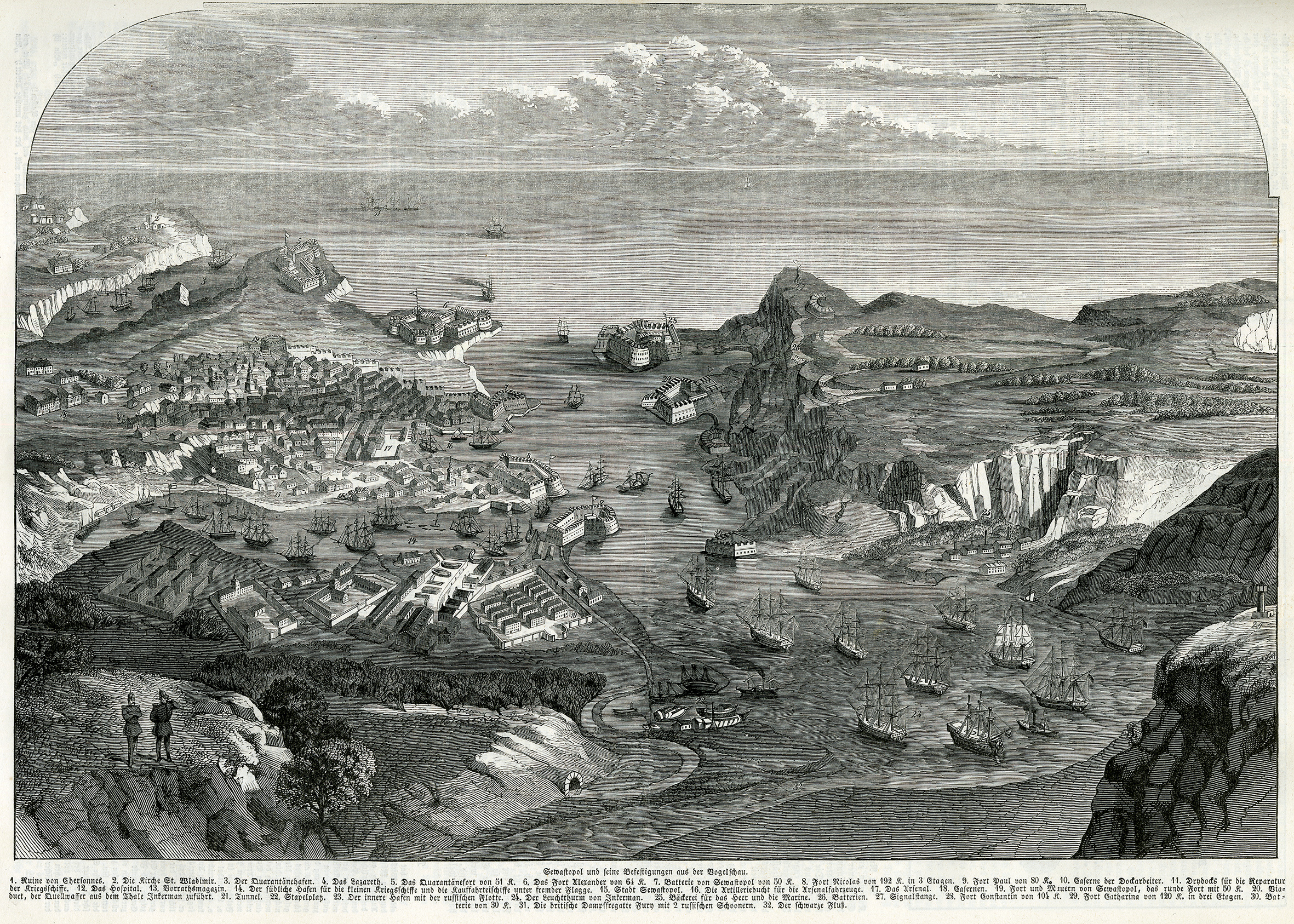
Sewastopol, Vogelschau (1854)

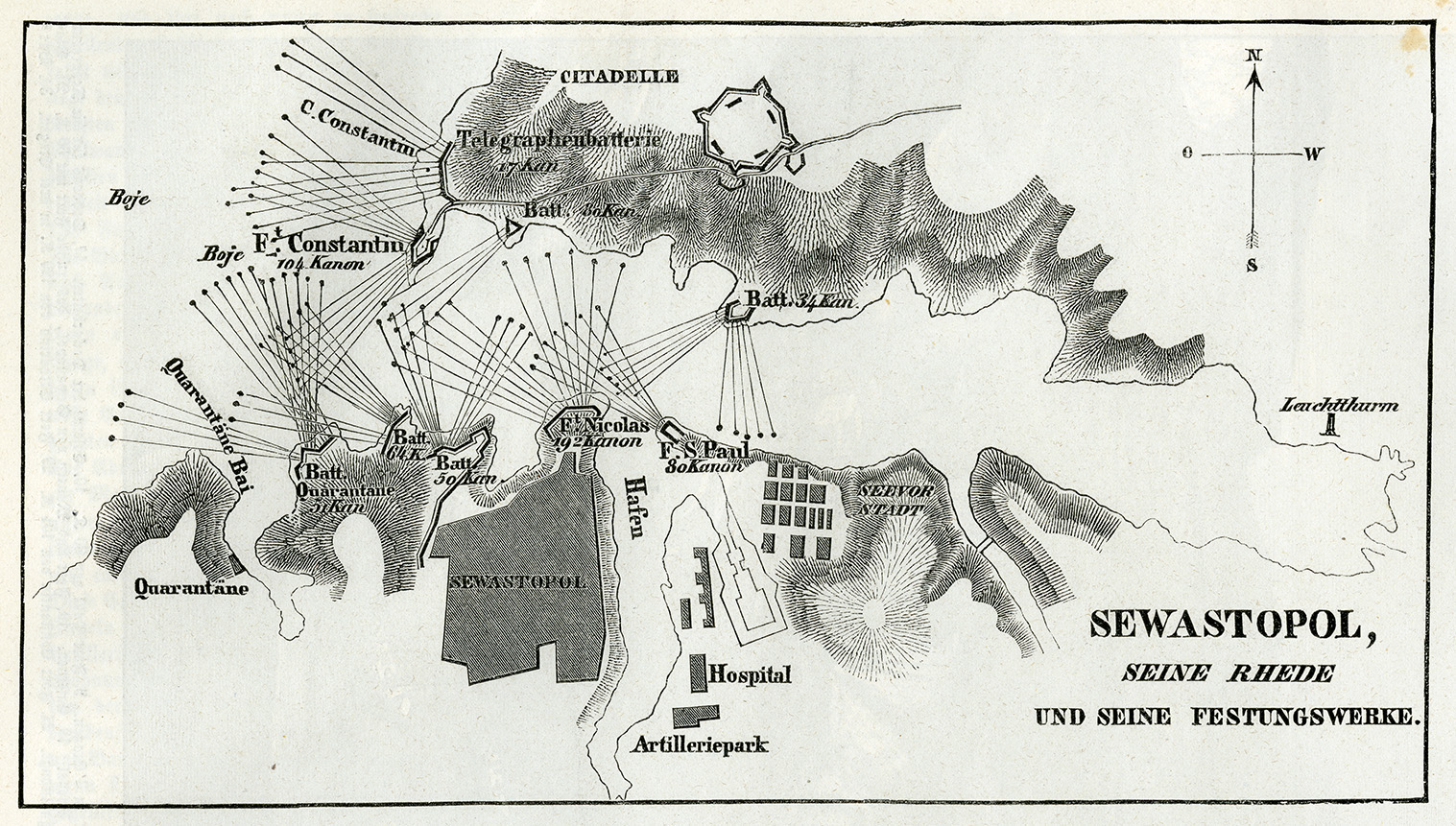
Übersicht der Festungsanlagen (1854)

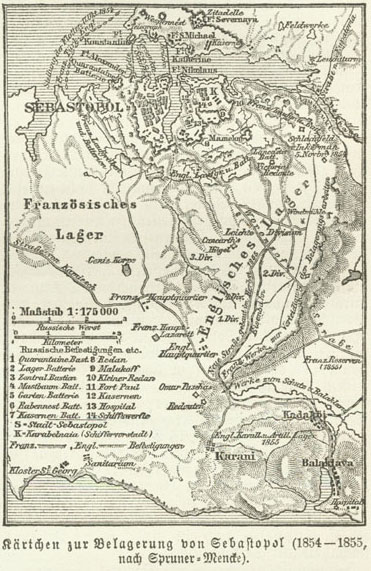
Karte zur Belagerung von Sewastopol (1854–1855)

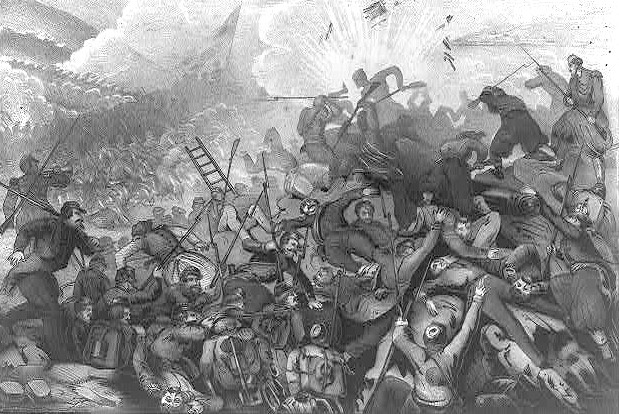
Eroberung des Fort Malakow durch französische Truppen im Krimkrieg

### Von der Antike bis zur Sowjetunion
Die küstennahen Regionen der Krim wurden ab dem 7. Jh. v. Chr. von griechischen Kolonisten besiedelt. In der Nähe des heutigen Stadtzentrums errichteten Griechen aus Milet zunächst ein Emporion, und ab dem späten 5. Jh. v. Chr. bauten Siedler aus Herakleia Pontike die Siedlung mit dem Namen Kalamita zur bedeutendsten Polis der Taurischen Chersonesos aus. Unter der Herrschaft von Rom und Byzanz bewahrte die Stadt ihren griechischen Charakter bis zur Zerstörung im 14. Jahrhundert und der nachfolgenden Besiedlung durch Tataren. Nach der russischen Eroberung der Krim wurde die Stadt im Jahre 1783 vom russischen Konteradmiral schottischer Herkunft Thomas Fomich McKenzie neu gegründet. Zarin war damals (1762–1796) Katharina die Große.
Wegen ihrer militärischen Bedeutung war die blühende Handelsstadt Sewastopol im Krimkrieg (1853–1856) schwer umkämpft. Nach der elfmonatigen Belagerung von Sewastopol war sie am 8. September 1855 nur noch ein Trümmerhaufen; sie erreichte seitdem nicht wieder den früheren Wohlstand. 1898 wurde die erste Linie der Straßenbahn Sewastopol eröffnet; diese wurde während der Kämpfe im Zweiten Weltkrieg im Jahre 1942 beschädigt und stillgelegt und danach nicht wieder in Betrieb genommen.
Im Zweiten Weltkrieg wurde die als stärkste Festung der Welt geltende Stadt von Truppen der Wehrmacht belagert und nach schweren Kämpfen (Schlacht um Sewastopol 1941–1942) erobert. Nach der Schlacht waren im Juni 1942 nur noch neun Gebäude unbeschädigt. Nach der Eroberung am 1. Juli 1942 plante das Reichskommissariat Ukraine (eine vom NS-Regime geschaffene Institution) die Umbenennung des Ortes in Theoderichshafen. Der Plan wurde nicht durchgeführt. In der Schlacht um die Krim vom 8. April bis zum 12. Mai 1944 gelangte das Gebiet wieder in sowjetische Hand.
In Sewastopol bestand das Kriegsgefangenenlager 241 für deutsche Kriegsgefangene des Zweiten Weltkriegs. Schwer Erkrankte wurden im Kriegsgefangenenhospital 3318 versorgt.
1954 – ein Jahr nach dem Ende der Stalin-Ära – wurden unter der Regierung von Nikita Chruschtschow die Halbinsel Krim und somit auch die Hafenstadt Sewastopol aus der Verwaltung der Russischen SFSR an die Ukrainische SSR übertragen.

### Postsowjetische Zeit
Als Heimathafen der sowjetischen Schwarzmeerflotte war Sewastopol bis 1991 eine geschlossene Stadt, in die auch die Krimbewohner nur mit einem Passierschein einreisen konnten. Noch heute markiert das kleine weiße Gebäude der Polizeistation an der Stadtgrenze die ehemals geschlossene Stadt. Mit dem Zusammenbruch der Sowjetunion 1991 verlor die Russische Föderation den Anspruch auf den Heimathafen für die traditionsreiche Schwarzmeerflotte. Erst der Flottenvertrag von 1997 regelte die Aufteilung der Flotte und den Verbleib der russischen Marine auf der Krim bis 2017 und entspannte damit die Situation. Er wurde 2010 gegen verbilligte Gaslieferungen bis 2042 verlängert.
Damals lagen die Schiffe der russischen Schwarzmeerflotte neben jenen der ukrainischen Flotte. Sie ließen sich einfach voneinander unterscheiden: Bei den ukrainischen Schiffen beginnt die Schiffsnummer mit einem großen lateinischen „U“, zudem tragen sie die Seekriegsflagge der Ukraine. Besonders gut können die ehemaligen Militäranlagen im Süden von Sewastopol in Balaklawa besichtigt werden. Dort befindet sich auch eine in den Berg getriebene unterirdische U-Boot-Werft.
Nach einem Ukas des ersten und letzten Krimpräsidenten, des Russen Juri Meschkow, öffnete sich die Stadt 1994 zuerst für die Krimbewohner, später auch für die übrigen Ukrainer und auch für ausländische Touristen. Sewastopol unterstand direkt der ukrainischen Zentralregierung in Kiew und nicht der Regierung der Autonomen Republik Krim. In der Ukraine hatte nur noch die Hauptstadt Kiew diesen Sonderstatus. Jahrelang wurde darüber diskutiert, ob und wie Sewastopol zu einer Freihandelszone hätte erklärt werden können.

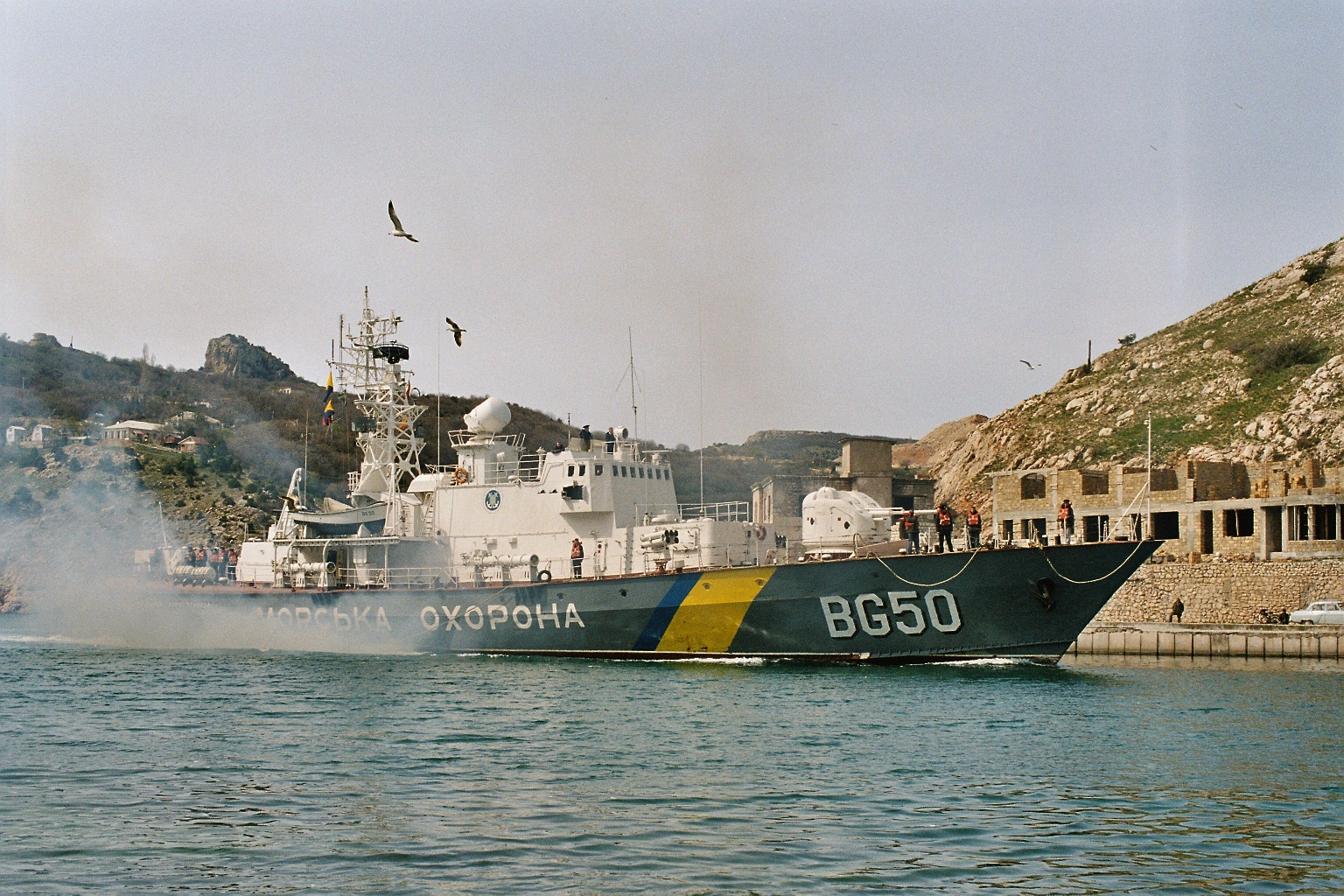
Küstenwache in der Bucht von Balaklawa

Trotz der Zugehörigkeit von Sewastopol zur Ukraine dominierten das russische Flottenkommando, prorussische Behörden und Organisationen das wirtschaftliche, soziale und kulturelle Leben in der Hafenstadt. So förderte zum Beispiel die Moskauer Stadtregierung unter dem früheren Bürgermeister Juri Michailowitsch Luschkow prorussische Aktivitäten in wirtschaftlichen, sozialen und kulturellen Bereichen. Mit diesen Aktivitäten unterstützte Moskau Bestrebungen für eine Unabhängigkeit der Krim von der Ukraine.
Der prorussische Stadtrat von Sewastopol vermied jede Konfrontation mit dem russischen Flottenkommando und russischen Behörden und Organisationen. Er lehnte auch ein Darlehen der EBRD (European Bank for Reconstruction and Development – Europäische Bank für Wiederaufbau und Entwicklungshilfe) zur dringend notwendigen Sanierung des Abwassersystems ab, weil es die Bindung Sewastopols an die Ukraine und Westeuropa verstärkt hätte.

### Seit 2014
Der Stadtrat von Sewastopol hat im Zuge der Annexion der Krim 2014, wie auch das Parlament der Autonomen Republik Krim, am 6. März 2014 den Beitritt zu Russland und die Teilnahme am Referendum über diesen Beitritt vom 16. März 2014 beschlossen.
Eine Weichenstellung in den innenpolitischen Auseinandersetzungen über den Verbleib der Autonomen Republik Krim und der Stadt Sewastopol im ukrainischen Staatsverband markierte am 14. April 2014 der Erlass № 405/2014 des Präsidenten der Ukraine, der den Übergang der Ukraine zur militärischen Anti-Terror-Operation (ATO) gegen die Autonomisten im Donbass, auf der Krim und in Sewastopol erklärte. Der Erlass wurde von Oleksandr Turtschynow unterzeichnet, der als Rada-Vorsitzender nach dem Sturz von Wiktor Janukowytsch als Präsident der Ukraine amtierte. Die für diesen „Bürgerkrieg“ (2014–2022) getroffenen (Detail-)Regelungen sind weiter als „GEHEIM“ eingestuft.
Die politischen Anstrengungen der ukrainischen Regierung zur Wiedereingliederung der Autonomen Republik Krim und der Stadt Sewastopol in den ukrainischen Staatsverband spiegelten sich auch in der ‘Militärstrategie der Ukraine’ der Jahre 2015 und 2020.
Im Jahr 2017 erfolgte die Gouverneurswahl.
Seit 25. Februar 2021 ist die „Strategie der militärischen Sicherheit der Ukraine“ (`Militärstrategie’ 2021) durch Erlass № 121/2021 inkraft, die bestimmt, dass „ein neues Modell der Organisation der Verteidigung der Ukraine, der Streitkräfte der Ukraine und anderer Komponenten der Verteidigungsstreitkräfte … die Beilegung des Konflikts, die Demobilisierung, die Wiederherstellung der Kontrolle über die Einhaltung des Regimes der Staatsgrenze der Ukraine und Wiedereingliederung der vorübergehend besetzten Gebiete … gewährleisten sollte.“
Präsident Wolodymyr Selenskyj bestätigte am 24. März 2021 durch den Erlass № 117/2021 den Beschluss des Rates für Nationale Sicherheit und Verteidigung der Ukraine vom 11. März 2021 und die „Strategie zur Beendigung des Besatzungsregimes und der Wiedereingliederung des vorübergehend besetzten Territoriums der Autonomen Republik Krim und der Stadt Sewastopol“ und ordnete deren Umsetzung an.
Am 24. Februar 2022 begannen russische Streitkräfte auf Befehl des russischen Präsidenten Putin den Überfall auf die Ukraine. Russland verlegte U-Boote nach Sewastopol.

### Die wichtigsten Daten im Überblick
| Jahr          | Ereignis |
| ------------- | --- |
| 300.000 BP    | Erste Besiedlung durch frühe Vertreter der Hominiden (Neandertaler)                                                                               |
| 422 v. Chr.   | Griechische Kolonisten aus Herakleia Pontike besiedeln Kalamita und Chersones (Stadt)                                                             |
| 1783          | Stadtgründung durch einen Erlass von Katharina der Großen                                                                                         |
| 1784          | Benennung durch Fürst Potjomkin |
| 1854 bis 1855 | Krimkrieg |
| 1920          | Evakuierung der Weißen Armee |
| 1942          | Belagerung und anschließende Eroberung von Sewastopol durch die deutsche Wehrmacht                                                                |
| 1944          | Befreiung der Stadt durch die sowjetische Armee im Laufe der Schlacht um die Krim                                                                 |
| 1945          | Sewastopol wird zur Heldenstadt erklärt |
| 1954          | Nikita Chruschtschow übereignet die Krim mit Sewastopol der Ukrainischen SSR                                                                      |
| 1991          | Zusammenbruch der Sowjetunion, Sewastopol nun Stadt mit Sonderstatus innerhalb der unabhängigen Ukraine                                           |
| 1994          | Öffnung der geschlossenen Stadt Sewastopol für Krimbewohner                                                                                       |
| 1996          | Öffnung der geschlossenen Stadt Sewastopol für alle Ukrainer und Ausländer                                                                        |
| 28. Mai 1997  | Russisch-ukrainischer Flottenvertrag über den Verbleib der russischen Schwarzmeerflotte in Sewastopol                                             |
| 21. Apr. 2010 | Charkiw-Verträge zwischen der Ukraine und Russland über den Verbleib der russischen Schwarzmeerflotte in Sewastopol (ab 1997) bis 2047 verlängert |
| 18. März 2014 | Annexion der Krim durch Russland und einseitige Aufhebung der Charkiw-Verträge                                                                    |
| 24. Feb. 2022 | Russischer Überfall auf die Ukraine |

## Bevölkerung
Laut russischer Angabe leben in Sewastopol 416.263 Personen (Stand: 1. Januar 2016).
Laut russischen Angaben sind 81,1 % der Bevölkerung ethnische Russen, 14,2 % Ukrainer und 4,7 % gehören ethnischen Minderheiten an (Belarussen, Krimtataren, Tataren, Armenier, Aserbaidschaner, Juden, Moldauer, Polen, Bulgaren, Griechen, Deutsche, Esten, Letten, Koreaner u. a., 2014). Unklar ist, welche Auswirkungen die Flucht von Krimbewohnern auf das ukrainische Festland, die Stationierung weiterer russischer Soldaten in Sewastopol und die Vertreibung der ukrainischen Soldaten auf die Zusammensetzung der Bevölkerung haben.
| Ethnische Zugehörigkeit | Anzahl  | Anzahl  | Anteil | Anteil   | Anteil   | Veränderung | Veränderung |
| Ethnische Zugehörigkeit | 2001    | 2014    | 1989   | 2001     | 2014     | 1989–2001   | 2001–2014   |
| ----------------------- | ------- | ------- | ------ | -------- | -------- | ----------- | ----------- |
| Russen                  | 269.953 | 303.100 | 74,4 % | 71,6 %   | 81,1 %   | 00−8,2 %    | +12,3 %     |
| Ukrainer                | 084.420 | 052.912 | 20,7 % | 22,4 %   | 14,2 %   | 00+3,3 %    | −37,3 %     |
| Belarussen              | 005.872 | 003.775 | 01,9 % | 01,6 %   | 01,0 %   | 0−22,0 %    | −35,7 %     |
| Krimtataren             | 001.858 | 002.814 | 00,1 % | 00,5 %   | 00,8 %   | +490,0 %    | +51,5 %     |
| Tataren                 | 002.512 | 002.742 | 00,3 % | 00,7 %   | 00,7 %   | +140,0 %    | 0+9,2 %     |
| Armenier                | 001.319 | 001.396 | 00,1 % | 00,3 %   | 00,4 %   | +220,0 %    | 0+5,8 %     |
| Aserbaidschaner         | 000.629 | 000.694 | 00,1 % | 00,2 %   | 00,2 %   | +150,0 %    | +10,3 %     |
| Juden                   | 001.016 | 000.601 | 00,7 % | 00,3 %   | 00,2 %   | 0−64,8 %    | −40,8 %     |
| Moldauer                | 000.801 | 000.574 | 00,3 % | 00,2 %   | 00,2 %   | 0−30,0 %    | −28,3 %     |
| Gesamt-Antworten        | 373.333 | 373.872 |        | 100 %    | 100 %    |             |             |
| keine Antwort           | 003.820 | 019.432 |        | 0(1,0 %) | 0(4,9 %) |             |             |
| Gesamt                  | 377.153 | 393.304 |        | (100 %)  | (100 %)  |             |             |

### Sprache
Die Amtssprache ist Ukrainisch, als Umgangssprache dient aber aufgrund der Bevölkerungszusammensetzung hauptsächlich Russisch. Sprachen der Minderheiten sind unter anderen Krimtatarisch und Deutsch, letzteres als Überbleibsel der süddeutschen und schweizerischen Auswanderer vor rund 200 Jahren nach Zürichtal, dem heutigen Solote Pole. Zuletzt gaben aber lediglich 9 Personen an, Deutsch als Muttersprache zu sprechen (Stand 2001).
| Muttersprache | 2001   |
| ------------- | ------ |
| Ukrainisch    | 06,8 % |
| Russisch      | 90,6 % |

### Religion
Die autochthone Religion auf der Krim ist der Islam der krimtatarischen Bevölkerung. Seit der Eroberung der Krim durch das russische Imperium kam es zunehmend zur Verbreitung des russisch-orthodoxen Glaubens, der dem Moskauer Patriarchat untersteht. Seit 1989 gab es in Sewastopol wieder eine offizielle islamische Gemeinde, der hauptsächlich die aus den Deportationsgebieten zurückgekehrten Krimtataren angehören. Als ethnisch vielfältig zusammengesetzte Stadt verfügt Sewastopol über weitere religiöse Gruppierungen, von denen längst nicht alle offiziell registriert sind.

### Einwohnerentwicklung
| Jahr                                      | Einwohner |
| ----------------------------------------- | --------- |
| 1853 (vor dem Krimkrieg)                  | 043.000   |
| 1860 (nach dem Krimkrieg)                 | 005.750   |
| 1989 (vor dem Ende der Sowjetunion)       | 356.000   |
| 2005 (als Stadt der unabhängigen Ukraine) | 332.954   |

## Politik
Der Stadtrat ist mehrheitlich prorussisch mit dem Bürgermeister Walerij Wolodymyrowytsch Saratow.

### Verwaltungsgliederung
Die Stadt besteht heute aus den vier Stadtrajonen Rajon Lenin, Rajon Nachimow, Rajon Haharin und Rajon Balaklawa, wobei die früheren Städte Inkerman und Balaklawa und 46 mittlerweile eingemeindete Dörfer inbegriffen sind. Der Stadtrand von Sewastopol ist – vom Zentrum her kommend in dieser Reihenfolge – von Trabantensiedlungen, Rebflächen und Datschensiedlungen geprägt.

## Wirtschaft

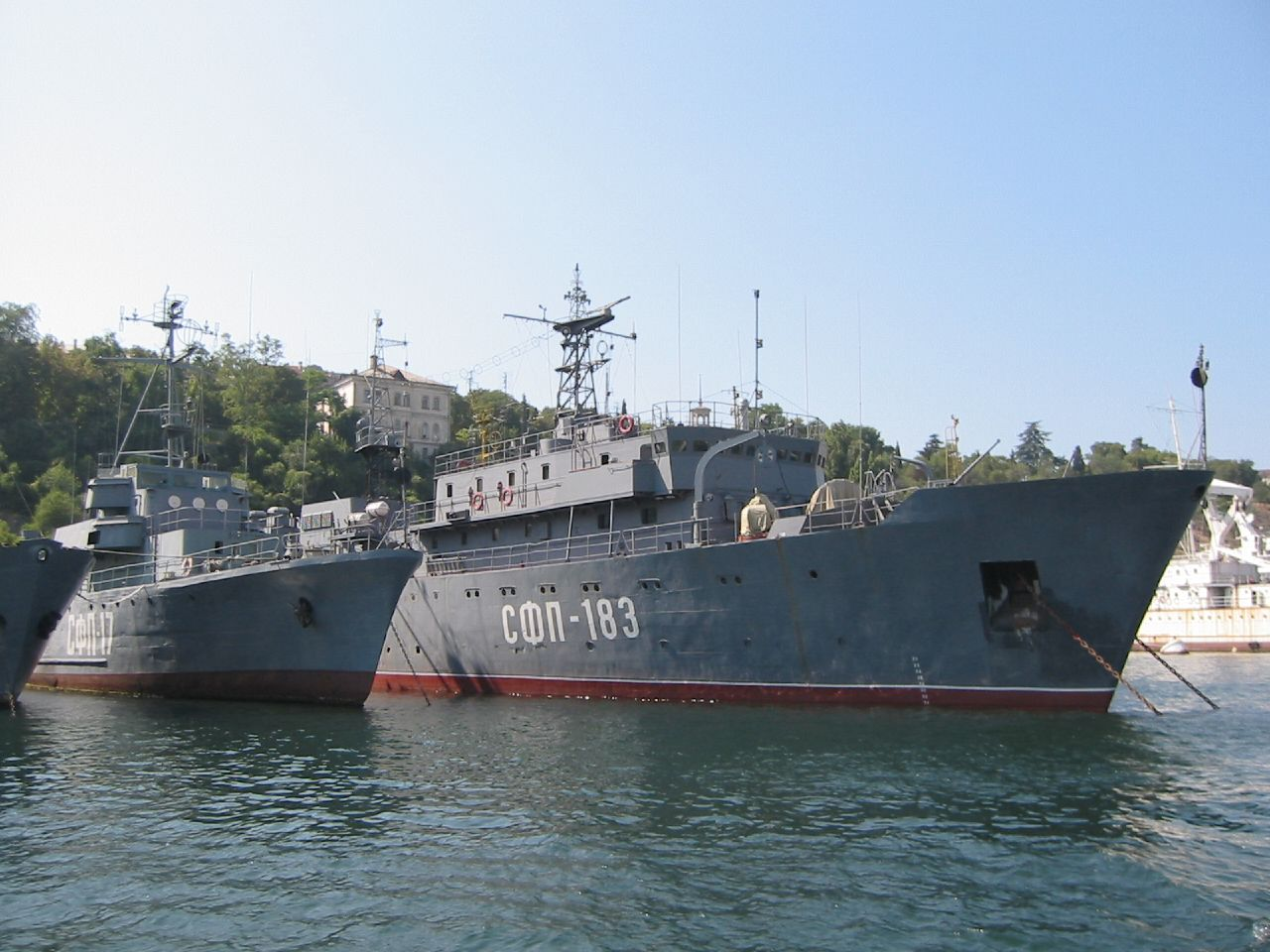
Schiffe der Schwarzmeerflotte

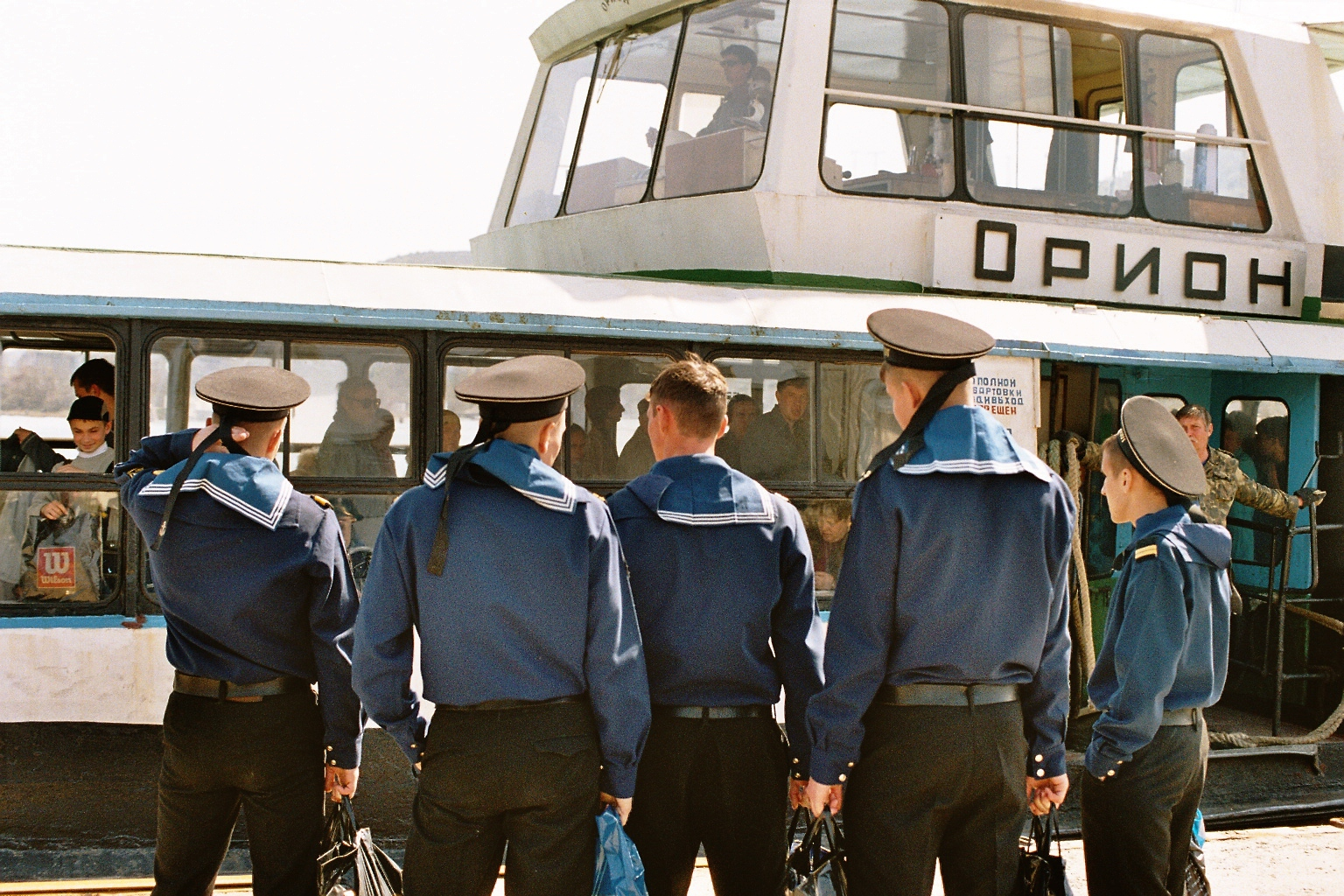
Matrosen warten auf die Fähre

### Russische Marine
Die russische Marine mit ihrer Schwarzmeerflotte ist bis heute der wichtigste Arbeitgeber in der Region und finanziert 25 Prozent des Stadtbudgets.

### Industrie
Traditionell sind die Werften der stärkste Industriezweig von Sewastopol.

### Fischerei
Sewastopol ist der wichtigste ukrainische Hafen für die Fischerei. Das Schwarze Meer ist aber durch den Eintrag von Chemikalien aus Landwirtschaft und Industrie zum Teil stark belastet.

### Namensgeber für kulinarische Spezialitäten
- Malakow heißt eine besondere Torte, die aus Löffelbiskuits, Vanillecreme und Schlagsahne besteht. Nach dem Sieg im Krimkrieg und der Eroberung von Fort Malakow (Малахов курган) (am 8. September 1855) auf einem Hügel in Sewastopol wurde der französische Marschall Aimable Jean Jacques Pélissier zum Herzog von Malakow ernannt. Zu seiner Ehre wurde die Torte kreiert, die bis heute in ganz Mitteleuropa als Malakow-Torte bekannt ist – in Sewastopol selbst ist sie jedoch völlig unbekannt.
- Malakoff heißen im schweizerischen Waadtland auch Käsebällchen. Sie sind ebenso wie die Torte nach dem Fort Malakow in Sewastopol benannt. Dieser Hügel wurde im Krimkrieg von den Truppen Napoleons III. eingenommen, in denen auch Waadtländer Soldaten mitkämpften.

## Infrastruktur

### Verkehr

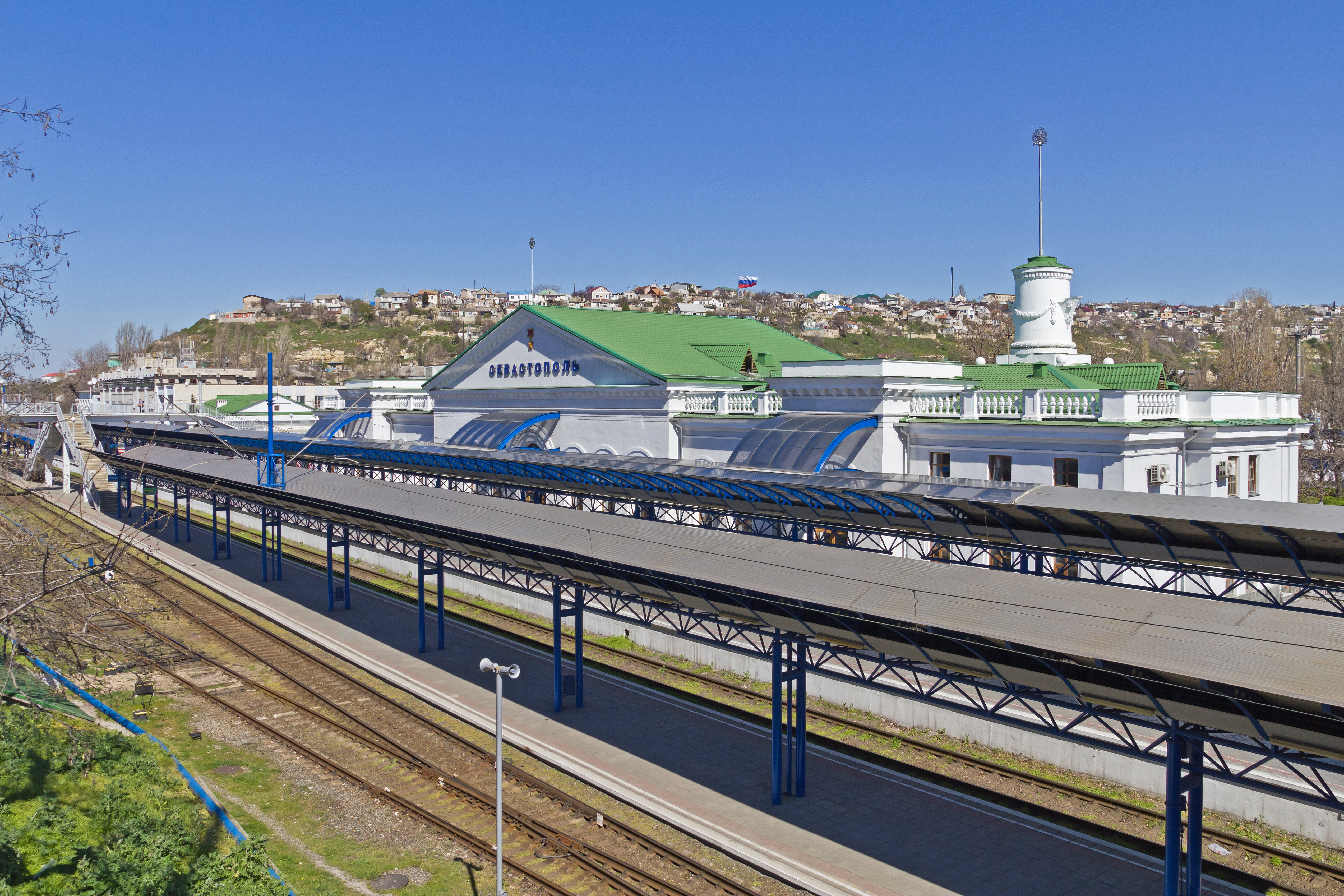
Der Hauptbahnhof von Sewastopol: Ausgangspunkt der Bahnstrecke Sewastopol–Charkiw

Innerhalb der Stadt ermöglicht ein Oberleitungsbus den öffentlichen Verkehr. Daneben verkehren auch Dieselbusse und sogenannte Marschrutnyje taxi oder Marschrutki, privat betriebene Sammeltaxis. Diese Kleinbusse sind teurer als die öffentlichen Verkehrsmittel, aber besonders auf längeren Distanzen erheblich schneller.
Die Nord- und die Südhälfte der Bucht von Sewastopol (Sewastopolskaja buchta) sind durch eine regelmäßig verkehrende Fähre miteinander verbunden. Der Flughafen Sewastopol ist gegenwärtig nicht mehr für zivile Zwecke in Betrieb. Der nächstgelegene Flughafen ist der Flughafen Simferopol.
Von Simferopol gelangt man mit Bus oder Taxi in einer Stunde nach Sewastopol. Günstiger ist die Elektritschka, ein elektrisch betriebener Nahverkehrszug mit sehr altem Rollmaterial aus der Waggonfabrik in Riga. Eine andere Anreise besteht über Istanbul, von wo aus eine Fähre direkt nach Sewastopol verkehrt. Die Fahrt dauert rund 24 Stunden.

### Hochschulen

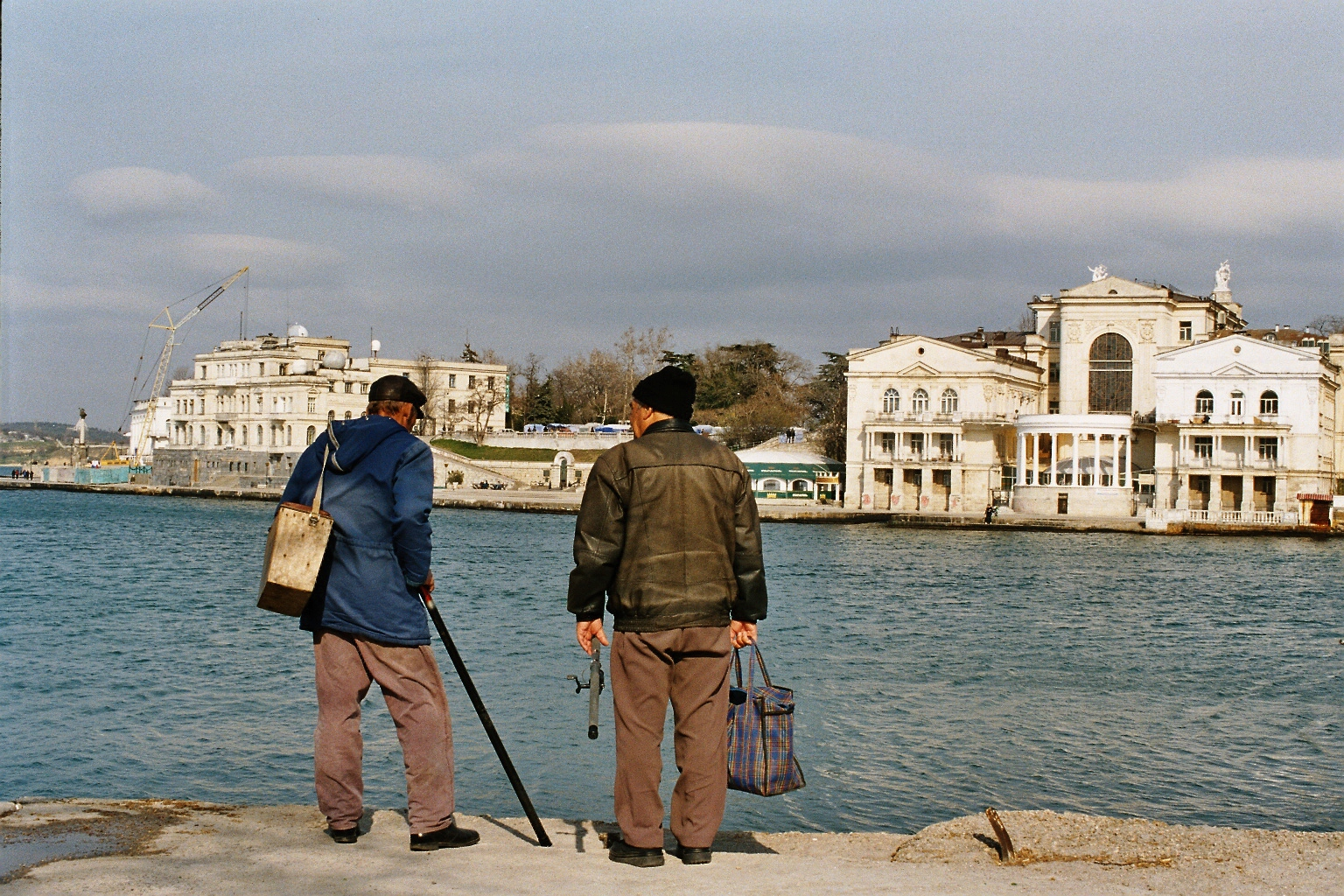
Meeresinstitut (links) und Jugendpalast (rechts) im Hafen

Sewastopol ist das Bildungszentrum der Krim. Eine ganze Reihe wissenschaftlicher Institute und Organisationen haben ihren Sitz in der Hafenstadt, z. B. zwei Institute der Ukrainischen Akademie der Wissenschaften, die Staatliche Polytechnische Universität Sewastopol (10.000 Studenten), das Atomenergieinstitut Sewastopol und das Meeresinstitut Sewastopol.
- Ukrainische Akademie der Wissenschaften
- Staatliche Polytechnische Universität Sewastopol
- Atomenergieinstitut Sewastopol
- Meeresinstitut Sewastopol
- Kowalewski-Institut für Biologie der südlichen Meere
- Zweigstelle (Filiale) der Moskauer Staatlichen Universität (MGU); genannt: Filiale der Schwarzmeerflotte

### Andere Schulen
Zum Bildungsangebot gehören 12 Berufsschulen und 60 weitere Schulen und Gymnasien.

## Sehenswürdigkeiten

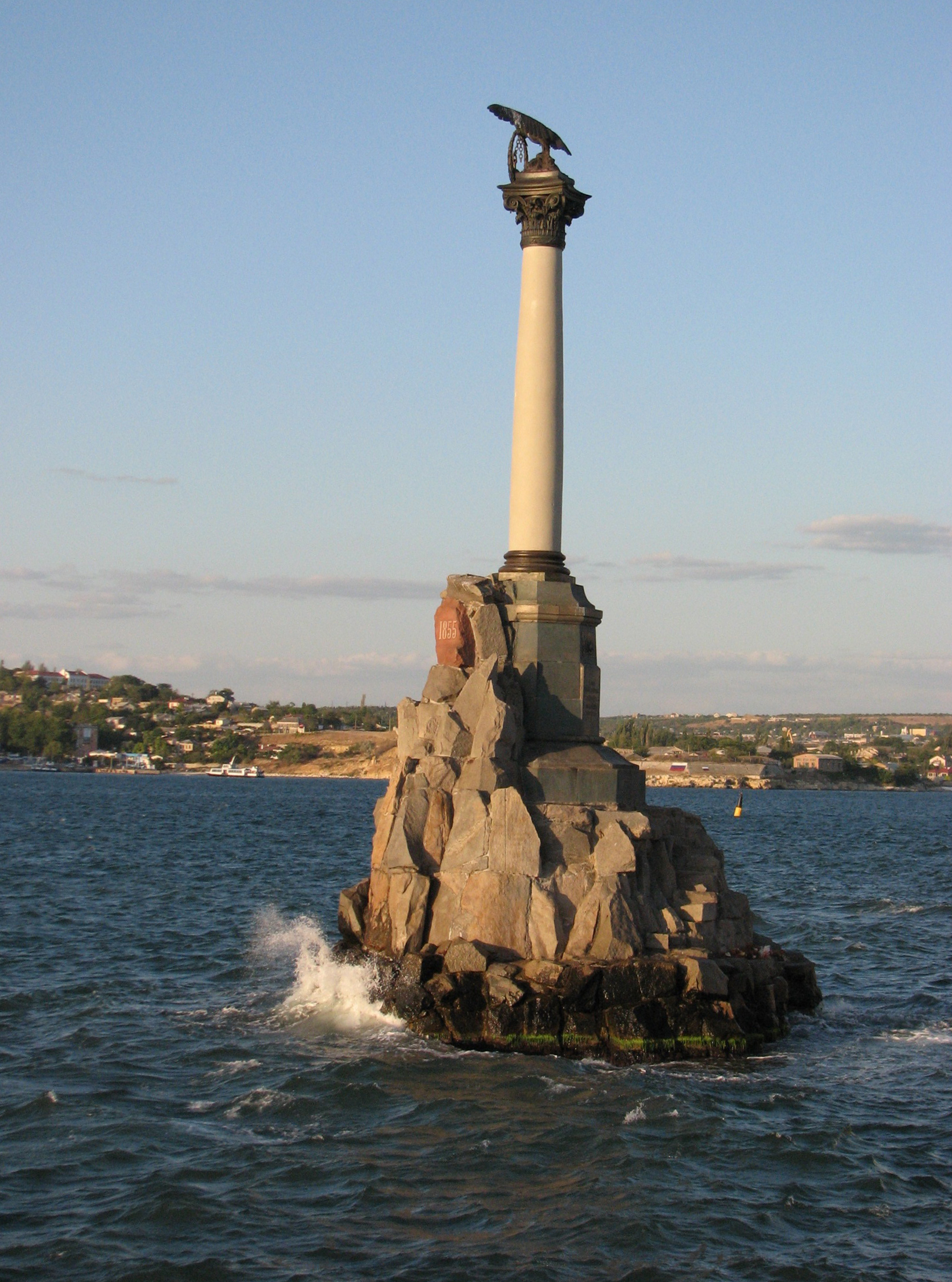
Denkmal der versenkten Schiffe (Adlersäule)

Admiral P. Nachimow

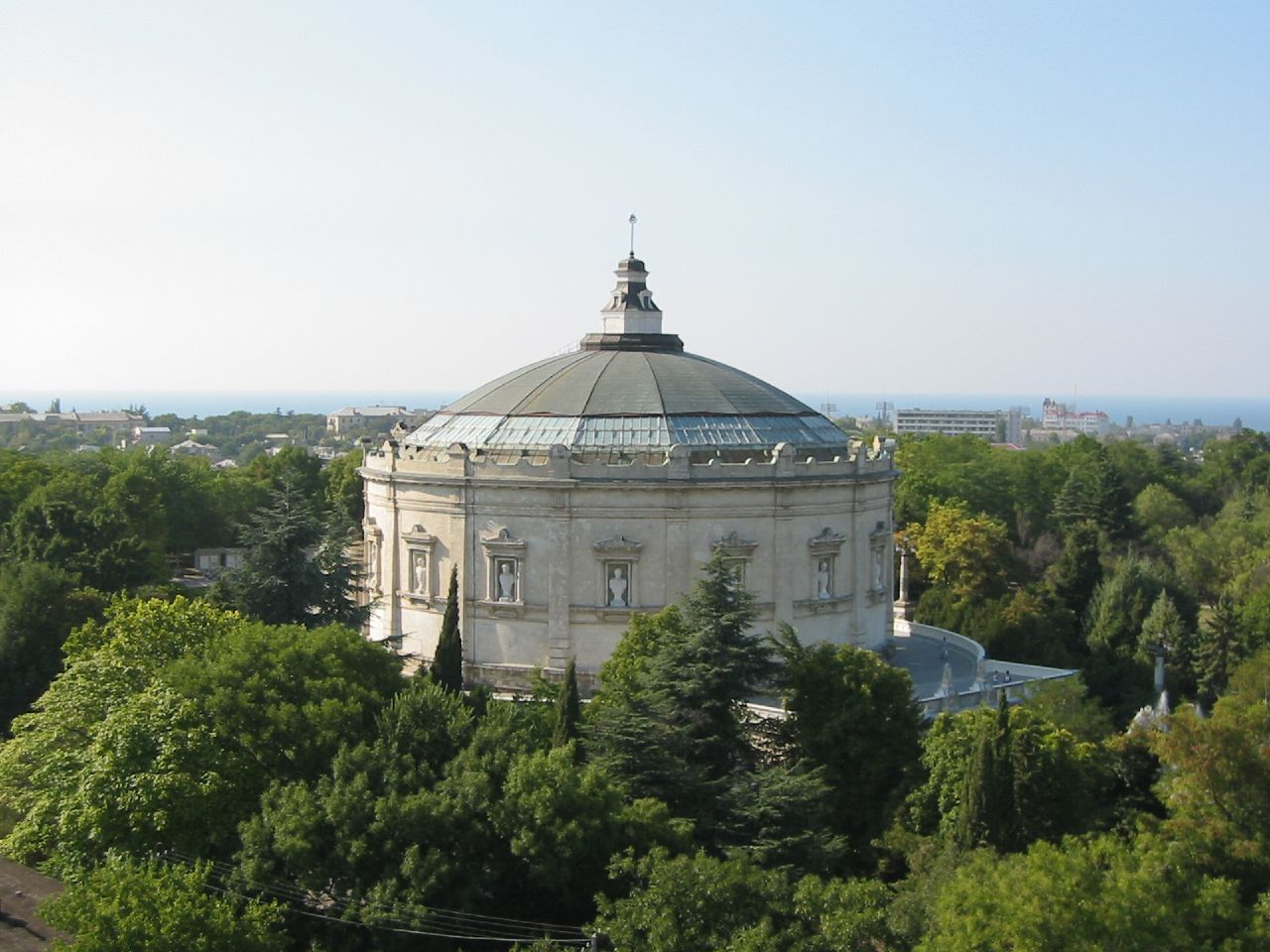
Panorama

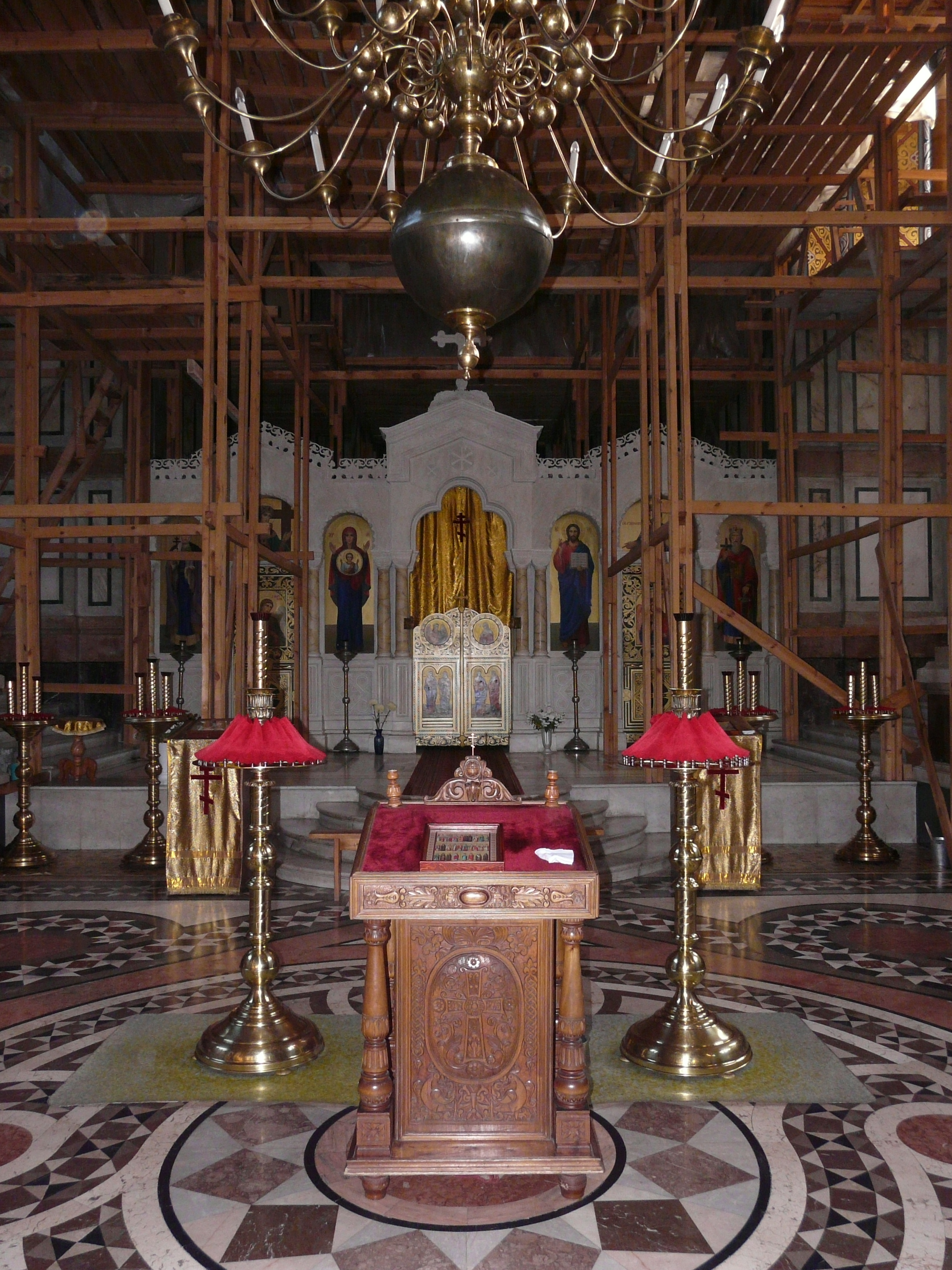
St.-Wladimir-Kathedrale: Eingangsbereich mit Gerüst für Restaurierungsarbeiten

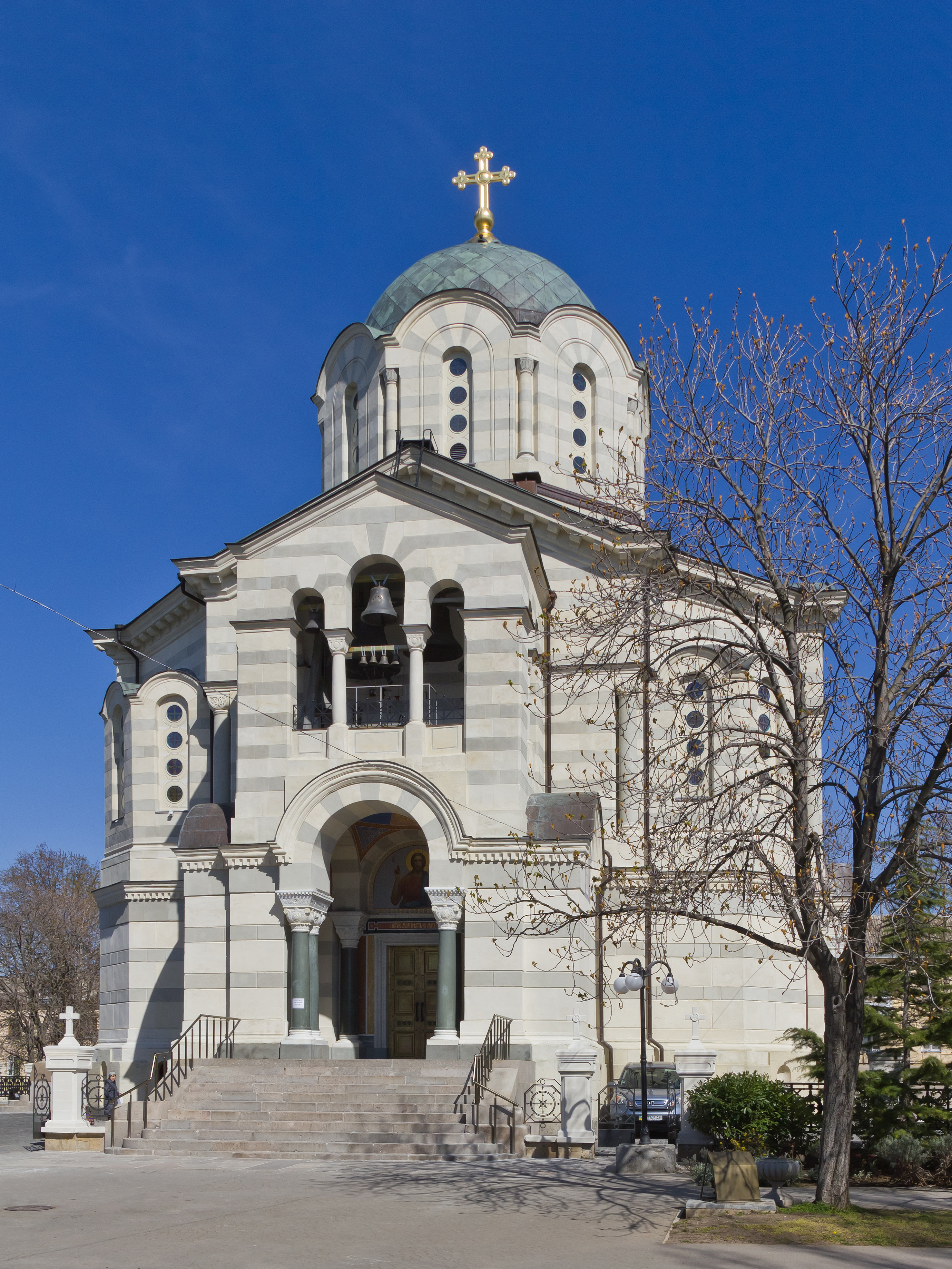
Sewastopol: Portalfassade der St.-Wladimir-Kathedrale

### Denkmäler
In Sewastopol stehen rund 2000 Denkmäler, aber auch viele repräsentative Bauten aus der Nachkriegszeit. Darunter befindet sich etwa die Adler-Säule, die im Jahre 1904 auf einem Fels im Hafenbecken errichtet wurde. Sie soll an die 1854 im Krimkrieg absichtlich in der Hafeneinfahrt versenkten russischen Schiffe erinnern. Dadurch sollten die Schiffe der Angreifer an der Einfahrt gehindert werden.
Nicht zu übersehen ist das Denkmal für Soldat und Matrose unweit der Adler-Säule. Sein Bau zog sich jahrzehntelang (1972–1989) hin, bis die Finanzierung durch die ukrainische Regierung übernommen wurde. Die Höhe beträgt 41 Meter.
Ein weiteres bekanntes Denkmal ist die 1959 errichtete Statue des russischen Admirals Pawel S. Nachimow, des Oberbefehlshabers der verteidigenden Militärverbände bei der Belagerung Sewastopols während des Krimkrieges.

### Gebäude
- Diorama „Der Sturmangriff auf den Sapun-Berg am 7. Mai 1944“
- Verteidigungs-Turm auf dem Malakow-Hügel
- Haus der Untergrundkämpfer von Sewastopol 1942–1944

### Museen
- Panorama-Museum: Das Panorama-Museum von Sewastopol ist ein Rundbau auf einem der Hügel, die einst als „Festungshügel“ der Verteidigung der Stadt dienten. Vom zentralen Uschakow-Platz (russisch Ушакова пл.) aus liegt es bergauf am Ende des Istoritscheski bulwar (russisch Исторический бульвар). Hier wird nur ein einziges Gemälde ausgestellt, das aber die gesamte Fläche der Innenwand des imposanten Rundbaus ausfüllt: ein Panoramabild von Franz Alexejewitsch Roubaud (1856–1928), einem russischen Schlachtenmaler mit deutsch-französischen Wurzeln. → Hauptartikel: Sewastopol-Panorama
- Museum der Schwarzmeerflotte
- Ein kleines Kunstmuseum ist am Nachimowa pr. 9 zu finden. Bilder russischer und westeuropäischer Maler vom 17. bis in das frühe 19. Jahrhundert sind ausgestellt. Im Erdgeschoss werden Wechselausstellungen gezeigt.

### Ausgrabungen
Auf dem Kap von Sewastopol liegen die Ruinen der im Jahre 421 u. Z. gegründeten griechischen Siedlung Chersones.

### Kirchen
- Wladimirkathedrale (Ruhestätte berühmter Admirale)
- Wladimir-Kathedrale zu Chersones, im 18. Jahrhundert auf dem Areal von Chersones auf Befehl der russischen Zarin errichtet.
- Peter-und-Paul-Kirche
- Pokrowski-Kathedrale

Die drei bekanntesten und schönsten Kirchen Sewastopols stehen mitten im Zentrum der Stadt. Über der ganzen Stadt leuchtet das goldene Kreuz der Wladimir-Kathedrale zu Chersones, das auf allen internationalen Seekarten eingezeichnet ist. Aus diesem Grund hat es sogar die Bolschewiki und den staatlich verordneten Atheismus der Sowjetunion überstanden. Der Grundstein zur Wladimir-Kathedrale wurde schon im Krimkrieg gelegt, der Bau im byzantinischen Stil aber erst im Jahre 1888 abgeschlossen. Traditionell finden hier die Admirale der Schwarzmeerflotte ihre letzte Ruhe, weshalb das Gotteshaus auch Admirals-Kathedrale genannt wird. Die Kathedrale ist im Innern seit Jahren eine Baustelle, was aber die Gläubigen zwischen den Holzgerüsten nicht stört.

### Parks
Der zentrale Park ist der historische Boulevard mit Aussicht auf die Stadt und die Buchten. Ein 24 Meter langes Rundbild der Schlacht um Sewastopol während des Krimkrieges befindet sich in einem angrenzenden Gebäude.

## Kultur

### Theater
- Lunatscharski-Theater
- Theater der Schwarzmeerflotte

Sewastopol ist das wichtigste Zentrum des Kulturschaffens auf der Krim, was sich auch an den vier Theatern zeigt, darunter mit dem Lunatscharski-Theater (russisch Театр Луначарского) eines der ältesten russischen Theater überhaupt.

### Bibliotheken
Die wichtigste Bibliothek Sewastopols ist die Morskaja Biblioteka, die Bibliothek der Schwarzmeerflotte.

### Kino
In der Stadt Sewastopol findet man vier Kinos mit mehreren Kinosälen, die je zur Hälfte der Stadt und Privatleuten gehören, sowie drei kleinere private Kinos mit je vierzig bis sechzig Plätzen.

## Sport

### Fußball
In der Stadt war der Fußballverein PFK Sewastopol beheimatet. Nach der Annexion der Halbinsel Krim durch die Russische Föderation am 18. März 2014 schloss der ukrainische Fußballverband PFK Sewastopol aus der Premjer-Liha aus. Daraufhin stellte der FK Sewastopol einen Antrag bei der FIFA und UEFA auf Wechsel zum russischen Fußballverband. PFK Sewastopol löste sich auf und wurde unter dem Namen FC SKChF Sewastopol neugegründet. Die Mannschaft sollte erst in der 2. Division Russlands spielen, wurde aber am 4. Dezember 2014 von der UEFA für alle russischen und internationalen Wettbewerbe gesperrt. Unter dem neuen Namen FK Sewastopol nahm der Verein zunächst an der neu geschaffenen Krim-Liga teil, wurde zur Saison 2023 dann aber doch in den russischen Ligabetrieb integriert. Seine Heimspiele trägt der FK Sewastopol im Sevastopol Sports Complex aus, welcher Platz für bis zu 5.864 Zuschauer hat.

## Persönlichkeiten

### Personen mit Beziehung zur Stadt
- Clemens von Rom (um 50–97), Bischof und Heiliger, erlitt der Klemensvita zufolge auf der Krim das Martyrium,[21] in Sewastopol erinnert seit 2021 ein Denkmal an ihn
- James Robertson (1813–1888), britischer Fotograf und einer der ersten Fotojournalisten; seine Fotos aus dem im Krimkrieg zerstörten Sewastopol zählen zu den ersten fotografischen Kriegsreportagen der Geschichte
- Giuseppe Bernardazzi (1816–1891), Schweizer Architekt, plante im Krimkrieg die Befestigungs- und Sicherungsarbeiten von Sewastopol
- Samuel Greigh (1827–1887), Ehrenbürger von Sewastopol, russischer Staatsmann, General und Finanzminister
- Lew Tolstoi (1828–1910), russischer Schriftsteller, war im Krimkrieg an der Verteidigung Sewastopols beteiligt
- Alexei Tschaly (* 1961), russischer Politiker

### Söhne und Töchter der Stadt
- Alexander Frolow (1804–1885), russischer Offizier, Leutnant im russischen Infanterieregiment Pensa und Dekabrist
- Pawel Woinarowski (1866–1913), russischer Elektrotechniker und Hochschullehrer
- Arkadi Awertschenko (1881–1925), russischer Schriftsteller und Satiriker
- Sergei Kotscherigin (1893–1958), sowjetischer Flugzeugkonstrukteur
- Iwan Papanin (1894–1986), sowjetischer Polarforscher
- Johann von Gardner (1898–1984), russisch-orthodoxer Theologe und Musikwissenschaftler
- Alexander Alland (1902–1989), US-amerikanischer Fotograf
- Wera Ketlinskaja (1906–1976), sowjetische Schriftstellerin
- Oleksandra Artjušenko (1911–1990), Botanikerin und Paläobotanikerin
- Ewald Mustel (1911–1988), sowjetischer Astrophysiker und Astronom
- Zinaida Artjušenko (1916–2003), russische Botanikerin
- Ivy Bethune (1918–2019), US-amerikanische Schauspielerin
- Walentina Rybalko (1918–1991), sowjetische Bildhauerin und Hochschullehrerin
- Jewgenija Setschenowa (1918–1990), sowjetische Leichtathletin
- Nikolai Trofimow (1920–2005), sowjetischer bzw. russischer Schauspieler
- Rimma Kasakowa (1932–2008), sowjetische bzw. russische Lyrikerin, Übersetzerin und Liedermacherin
- Michail Körber (* 1932), sowjetisch-russischer Chemiker und Hochschullehrer
- Alexei Mischin (* 1941), russischer Eiskunstläufer und Eiskunstlauftrainer
- Ljudmila Aksjonowa (* 1947), sowjetische Sprinterin
- Galina Prosumenschtschikowa (1948–2015), sowjetische Schwimmerin
- Serhij Kirsanow (* 1963), Kanute
- Alexander Nossatow (* 1963), russischer Admiral und Kommandeur der Baltischen Flotte
- Michail Tschaly (* 1963), russischer Politiker
- Alexander Schtscherbizki (* 1966), russischer Konteradmiral
- Wladimir Nemzew (* 1971), russischer Politiker
- Sergei Pintschuk (* 1971), russischer Konteradmiral und Kommandeur der Kaspischen Flottille
- Anton Schkaplerow (* 1972), russischer Kosmonaut
- Semen Sementschenko (* 1974), Pseudonym des Kommandeurs des freiwilligen ukrainischen Kampfverbandes Bataillon Donbas im Krieg in der Ukraine seit 2014
- Igor Woloschin (* 1974), russischer Regisseur
- Oleksij Nejischpapa (* 1975), Vizeadmiral
- Alexander Onischuk (* 1975), US-amerikanischer Schachspieler ukrainischer Herkunft
- Anna Rudolph (* 1978), deutsche Schachspielerin
- Anton Schechowzow (* 1978), ukrainischer Autor, Wissenschaftler und politischer Aktivist
- Alina Kabanowa (* 1982), russische Pianistin
- Anastassija Baburowa (1983–2009), russisch-ukrainische Journalistin, politische Journalistin und Opfer politischer Gewalt
- Anschelika Schewtschenko (* 1987), Mittelstreckenläuferin
- Alena Fomina (* 1989), ukrainisch-russische Tennisspielerin
- Inga Orechowa (* 1989), österreichische Basketballspielerin
- Alexander Kusnezow (* 1992), russischer Film- und Theaterschauspieler
- Olga Jawon (* 1998), russische Handballspielerin
- Luka Sgurski (* 2005), russischer Fußballspieler

## Andere Verwendung des Namens Sewastopol
- Sebastopol sind Städte in Kalifornien und in Mississippi.
- Sebastopol ist der Name einer kleinen Ortschaft in der Nähe von Meinerzhagen in Nordrhein-Westfalen. Siehe auch: Sebastopol
- Ein Ort auf Mauritius trägt auch den Namen Sewastopol.
- Als „Sewastopol“ bezeichnet sich auch eine deutschlandweit bekannte Orientierungsfahrt in Oberfranken/Bayern. Sie leitet ihren Namen von einem fahrenden Handwerker und dem nach ihm im Volksmund benannten Ortsteil der Stadt Helmbrechts her.[22]
- Ein Lied Sevastopol der Band Heaven Shall Burn des 2010 erschienenen Albums Invictus.
- Die Raumstation in dem Computerspiel Alien: Isolation trägt den Namen „Sevastopol“
- Der Boulevard de Sébastopol ist eine Straße in Paris, die an den Sieg der Truppen Napoleons III. im Jahr 1855 im Hafen von Sewastopol während des Krimkrieges erinnert.
- Die U-Bahn Station Réaumur – Sébastopol in Paris ist so benannt, weil sich dort die Rue Réaumur mit dem Boulevard de Sébastopol kreuzen.

## Bildergalerie

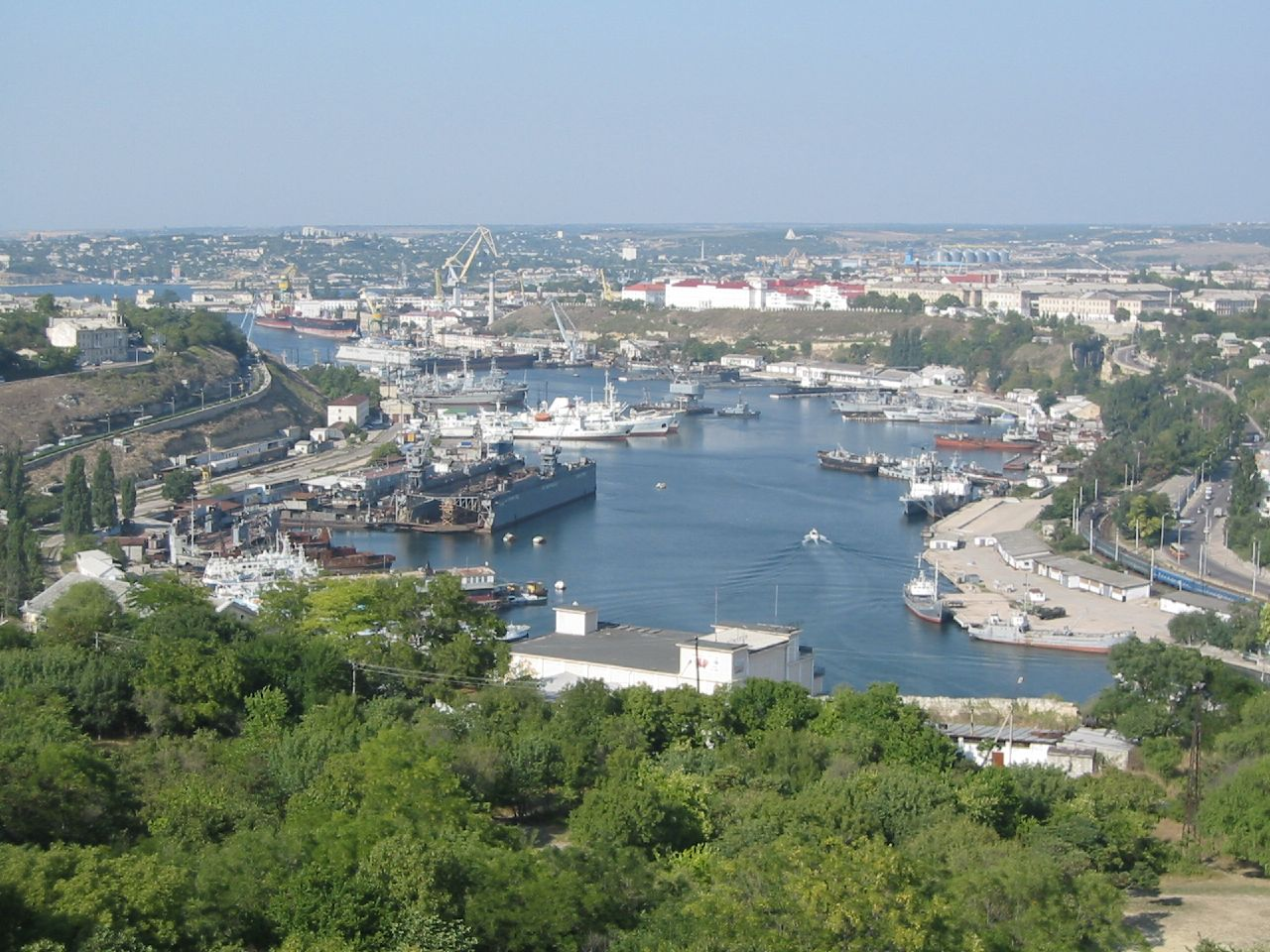
Hafen von Sewastopol
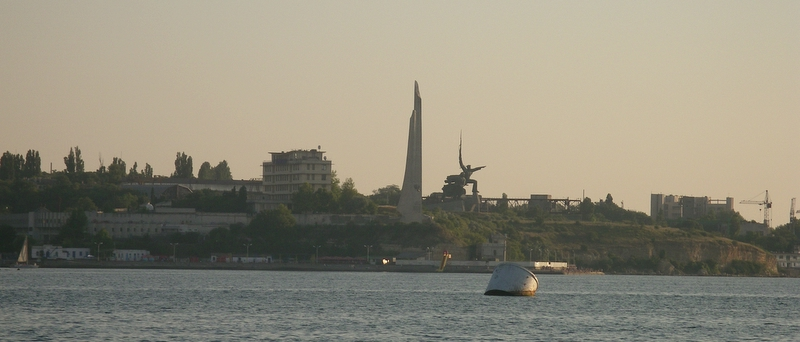
Blick über die Bucht von Sewastopol vom Nordosten Richtung Buchteingang. Zu sehen sind Памятник Примирению und Памятник Солдату и Матросу.
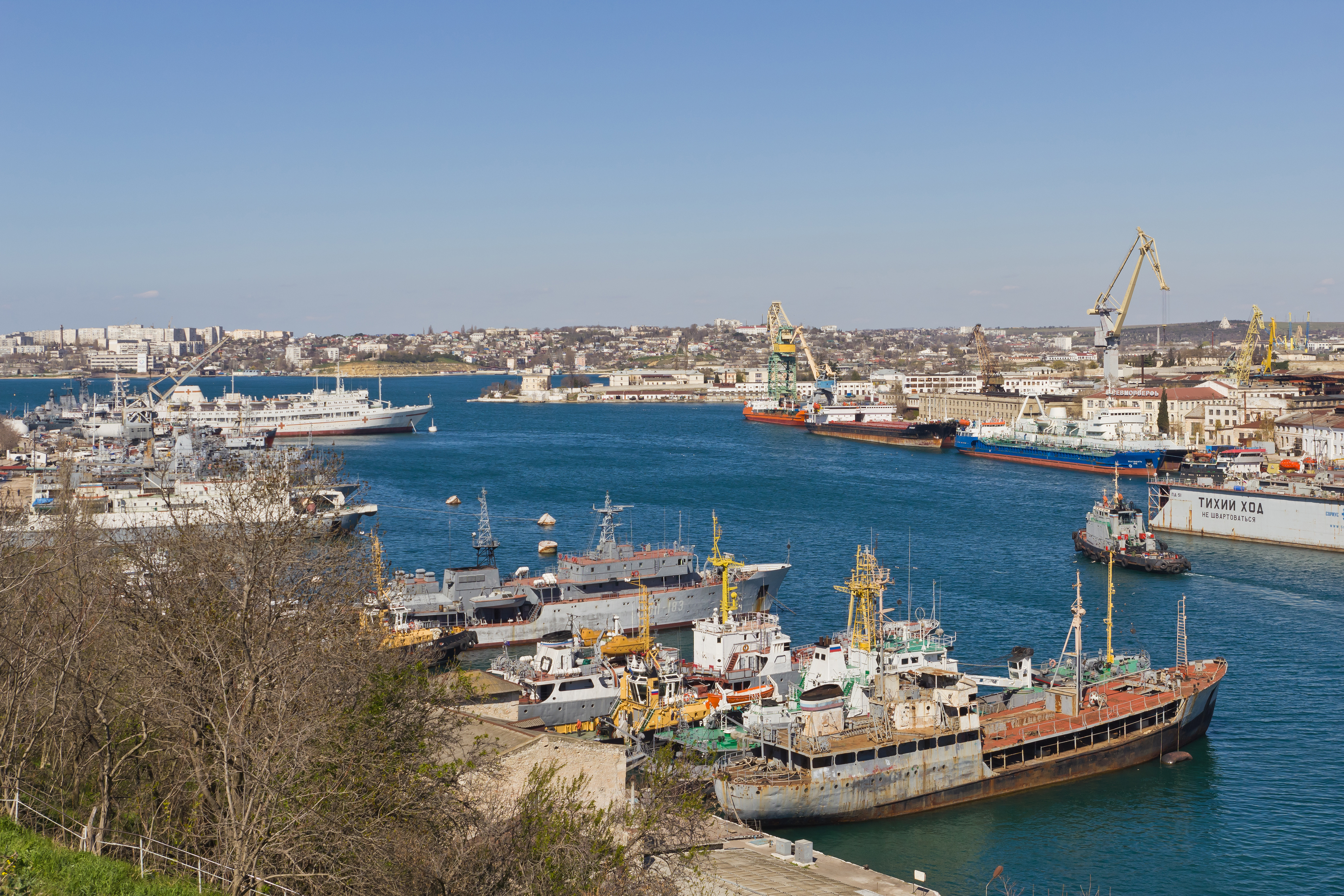
Blick auf den Hafen
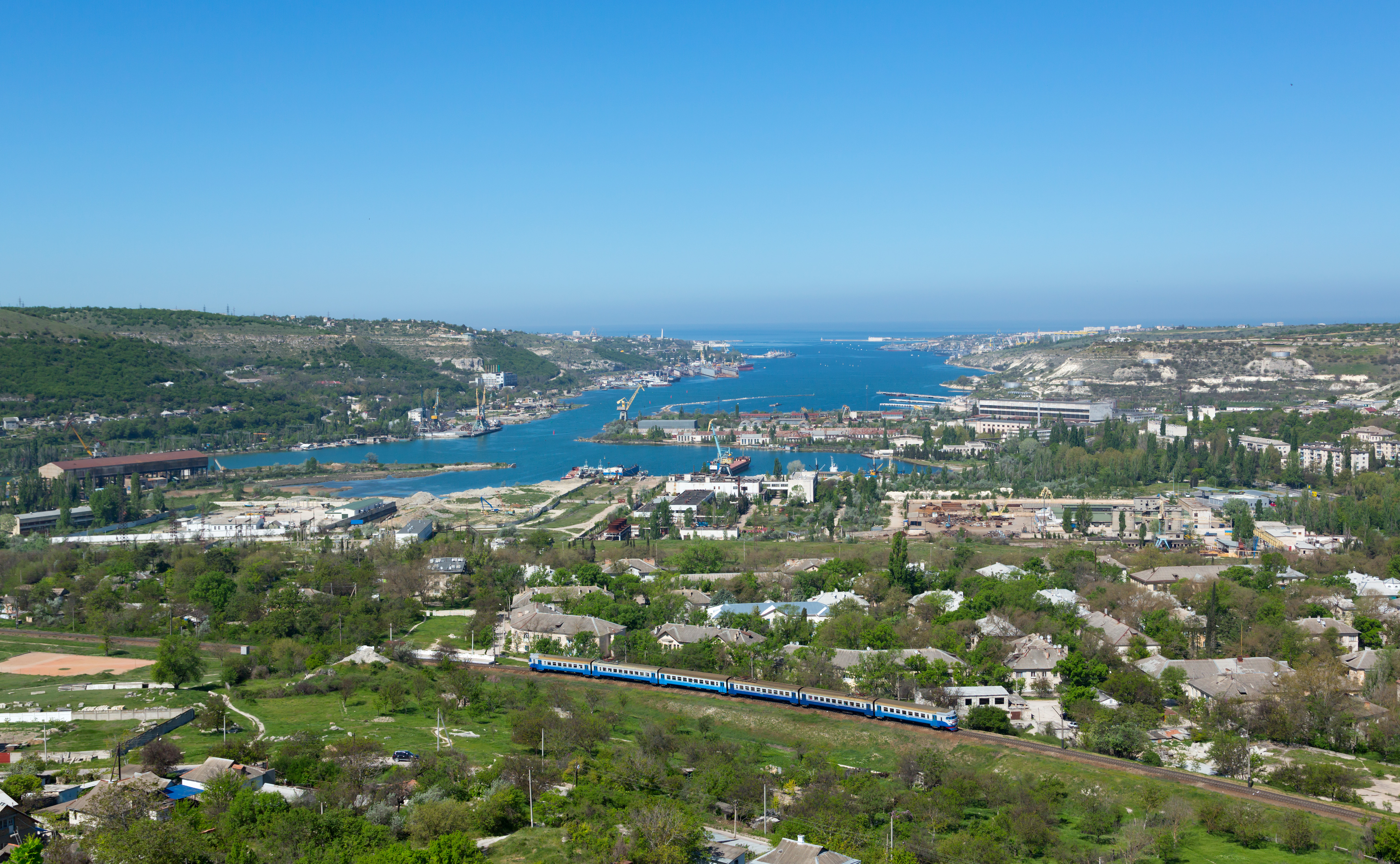
Blick ins Hafengebiet mit Elektritschka (Nahverkehrszug)
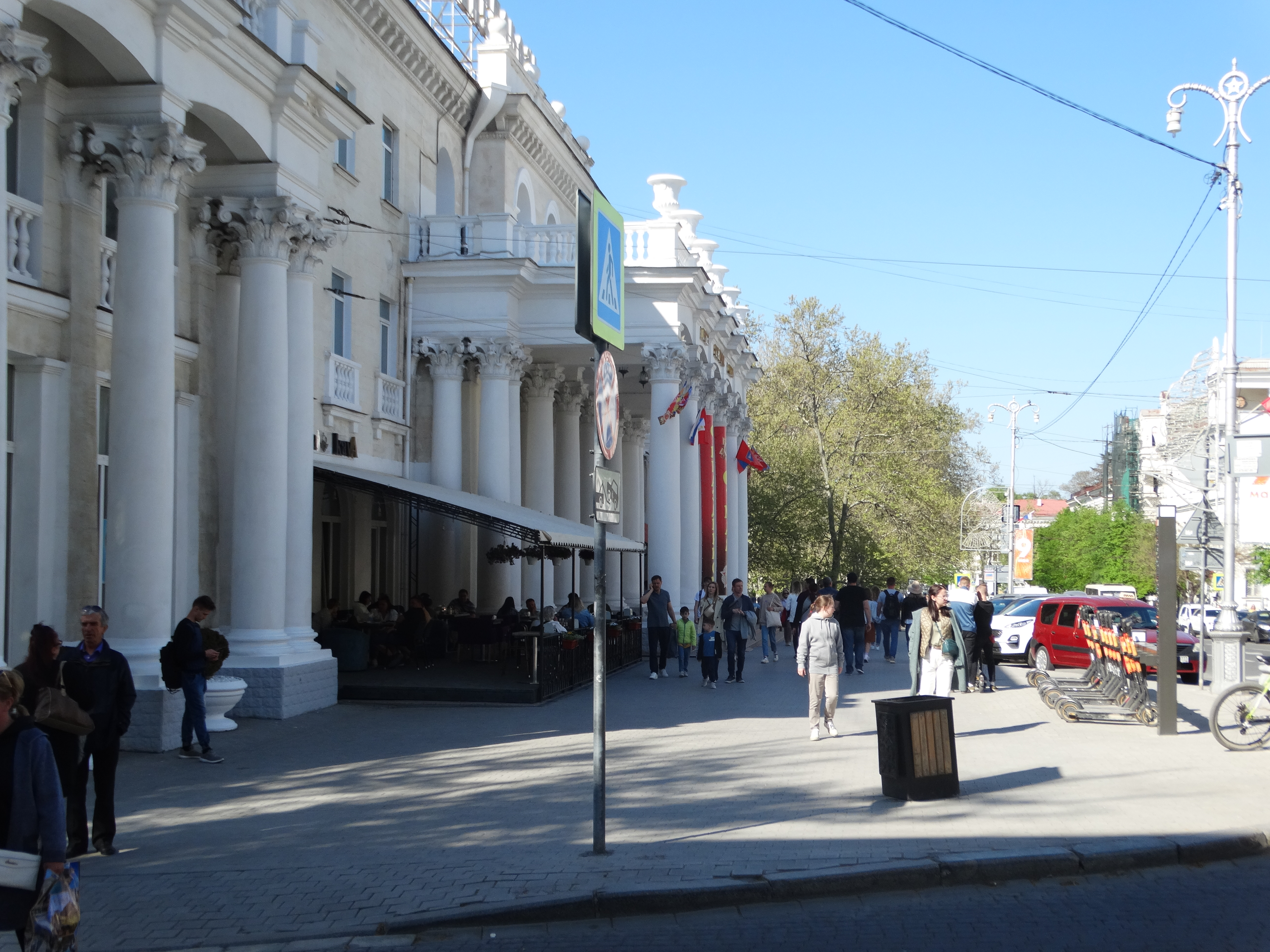
Auf den Straßen der Stadt
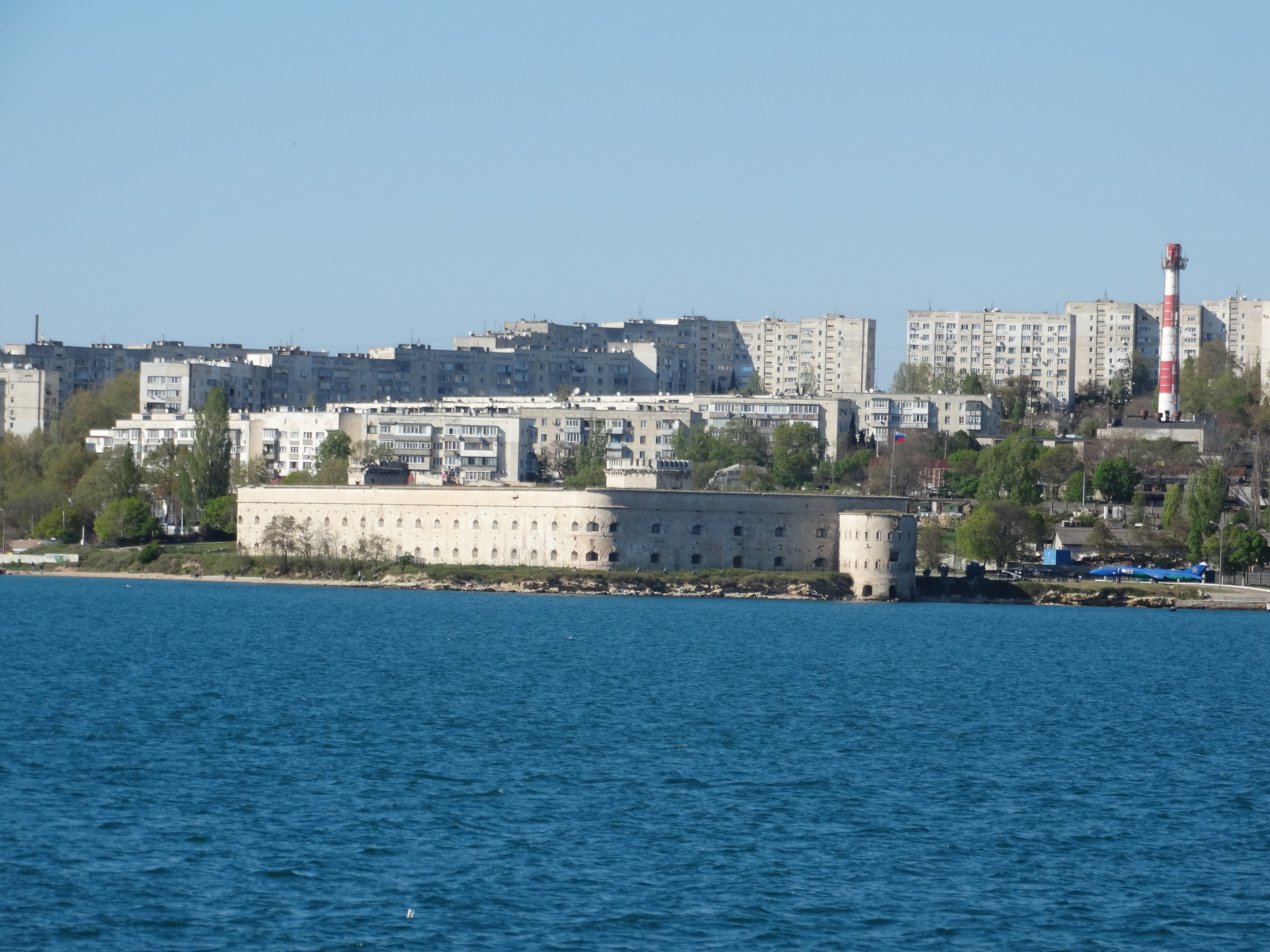
Eine der Festungen
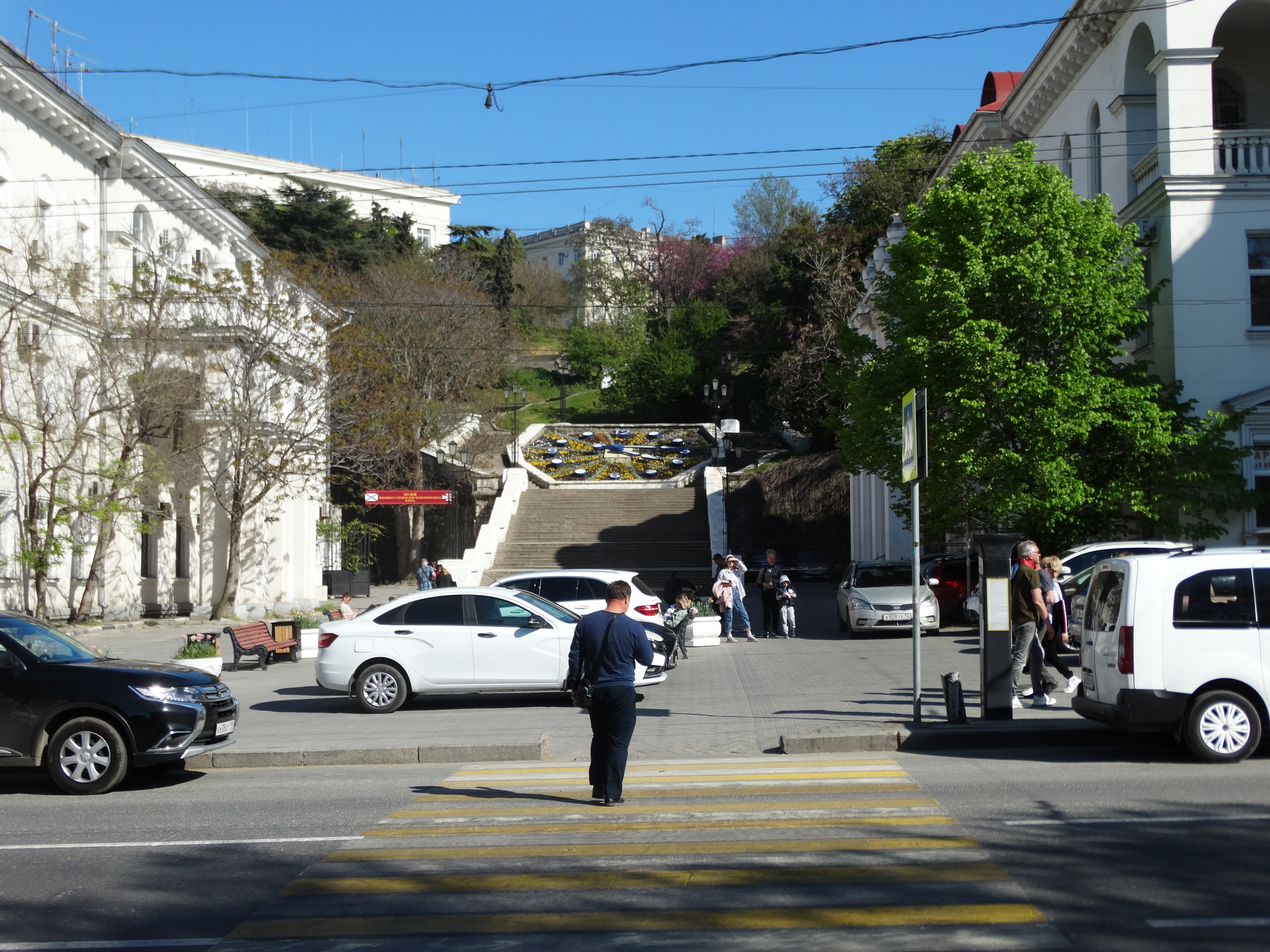
Treppen und florale Sonnenuhren
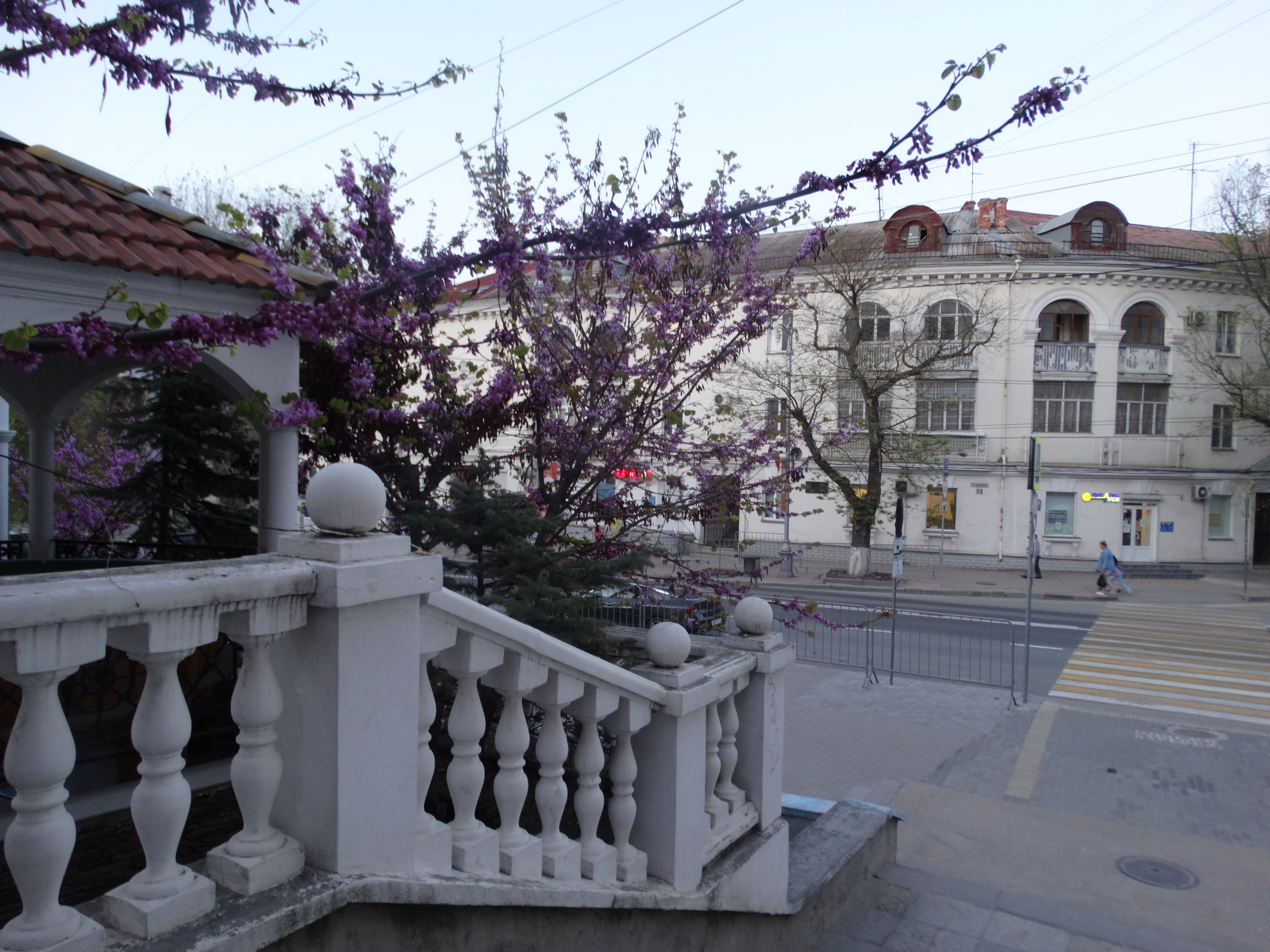
Malerische Ecke der Stadt
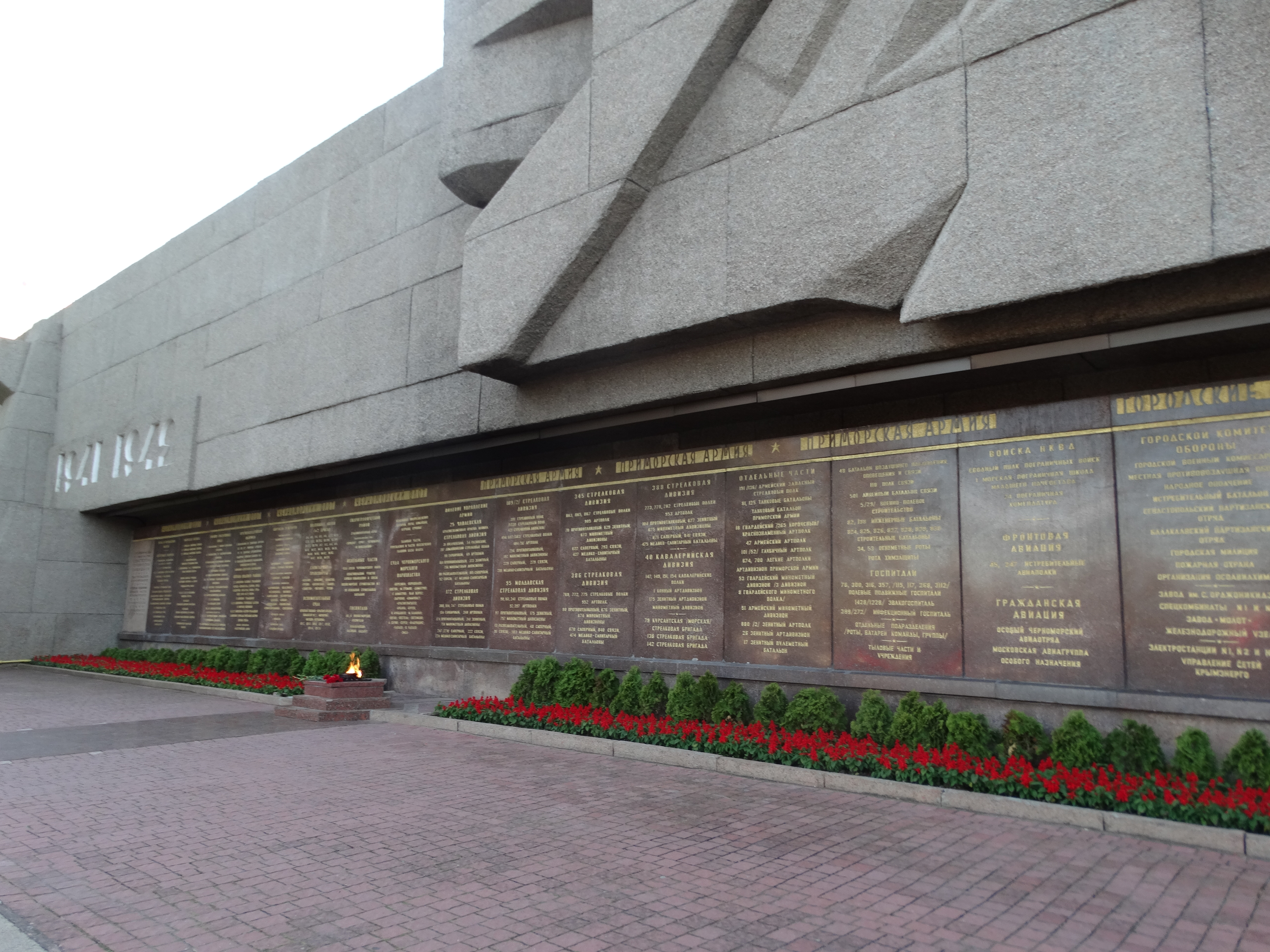
Ewige Flamme an der Wand des Schmerzes
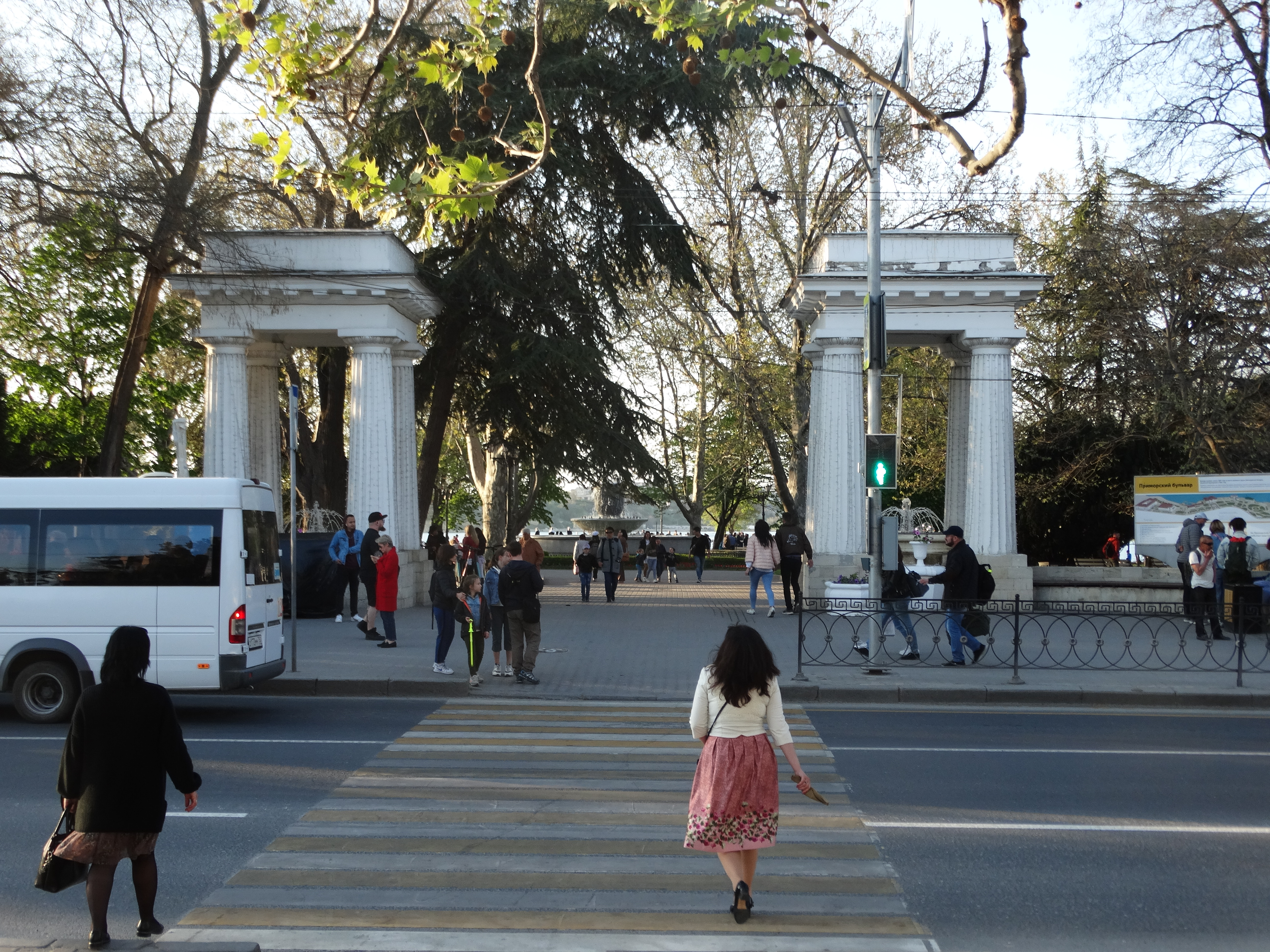
Eingang zum Stadtpark

## Kulturelle Bezüge
Zitate
- Mark Twain: „Das zerstörte Pompeji befindet sich in einem guten Zustand verglichen mit Sewastopol“ – als er 1865 die Stadt nach dem Krimkrieg besuchte.
- Mark Twain: „Hier kann man in jede beliebige Richtung blicken, und das Auge trifft kaum auf etwas anderes als Zerstörung, Zerstörung, Zerstörung! Häuserruinen, zerbröckelte Mauern, zerfetzte und zerklüftete Hügel, Verwüstung überall…!“

Sewastopol als Objekt Kunstschaffender
- Boris Tschaikowski, sowjetischer Komponist, gestaltete das Schicksal der mehrmals belagerten Stadt in seiner 3. Sinfonie.
- Lew Nikolajewitsch Tolstoi konfrontierte 1855 und 1856 im sogenannten Sewastopol-Zyklus (russisch Sewastopolskije rasskasy, Sewastopolsker Erzählungen) auf drastische Weise die patriotischen Ideale der Verteidiger der Festung Sewastopol mit der grausamen Realität des Krimkrieges.

### Digitalisierte ältere Stadtbeschreibungen
- Sebastopol, Lexikoneintrag in: Meyers Großes Konversations-Lexikon. 6. Auflage, Band 18, Leipzig/Wien 1909, S. 235–236 (Zeno.org).
- F. Remy: Die Krim in ethnographischer, landschaftlicher und hygienischer Beziehung. Verlag Emil Berndt, Odessa/Leipzig 1872, S. 17–28 (Google Books).
- Karl Koch:  Die Krim und Odessa. Reiseerinnerungen.  Neue Ausgabe, Leipzig 1867, S. 62–81 (Google Books).

### Belagerung von Sewastopol
- Niel: Siège de Sébastopol. Paris 1858.
- Weigelt: Die Belagerung von Sewastopol. Berlin 1861.
- Totleben: Die Verteidigung von Sewastopol. 4 Bde. Berlin 1864–72.

### Literarisches Stadtporträt
- Steinleitner: Sewastopol Sekond Hend, München 2004.